# Llista de masies del Vallès Oriental - oest del Baix Montseny
Llista de masies i altres construccions relacionades dels municipis de l'oest de la subcomarca del Baix Montseny a la comarca del Vallès Oriental (municipis de Cànoves i Samalús, Llinars del Vallès, Sant Antoni de Vilamajor, Sant Pere de Vilamajor i Vilalba Sasserra) ordenades per municipi.
Informació actualitzada per un bot. Els canvis manuals es perdran quan s'actualitzi!
| imatge | Nom                                   | instància de             | Municipi                 | Elevació s.n.m. en m | estat de conservació  | coordenades                                                             | Protecció                                            | Commons (més fotos)                            | WD                            |
| ------ | ------------------------------------- | ------------------------ | ------------------------ | -------------------- | --------------------- | ----------------------------------------------------------------------- | ---------------------------------------------------- | ---------------------------------------------- | ----------------------------- |
|        | Ca l'Antich                           | masia                    | Cànoves i Samalús        |                      |                       | 41° 41′ 36″ N, 2° 21′ 16″ E / 41.693423°N,2.354439°E                    | bé cultural d'interès local                          |                                                | Modifica les dades a Wikidata |
|        | Ca l'Autèntic                         | masia                    | Cànoves i Samalús        |                      |                       | 41° 40′ 25″ N, 2° 19′ 00″ E / 41.673546418488°N,2.3166970421651°E       |                                                      | Ca l'Autèntic                                  | Modifica les dades a Wikidata |
|        | Ca l'Ignasiet                         | masia                    | Cànoves i Samalús        |                      |                       | 41° 41′ 18″ N, 2° 19′ 08″ E / 41.6883124514311°N,2.31878783431144°E     |                                                      |                                                | Modifica les dades a Wikidata |
|        | Cal Berengueret                       | masia                    | Cànoves i Samalús        |                      |                       | 41° 40′ 38″ N, 2° 18′ 23″ E / 41.6772143916222°N,2.30651834591862°E     |                                                      |                                                | Modifica les dades a Wikidata |
|        | Cal Bessó                             | masia                    | Cànoves i Samalús        |                      |                       | 41° 42′ 21″ N, 2° 22′ 09″ E / 41.705747029629°N,2.3690641035763°E       |                                                      |                                                | Modifica les dades a Wikidata |
|        | Cal Cego                              | masia                    | Cànoves i Samalús        |                      |                       | 41° 40′ 35″ N, 2° 21′ 26″ E / 41.6763562668834°N,2.35722640197501°E     |                                                      |                                                | Modifica les dades a Wikidata |
|        | Cal Cinto                             | masia                    | Cànoves i Samalús        |                      |                       | 41° 40′ 50″ N, 2° 21′ 42″ E / 41.6805426961547°N,2.36173832530431°E     |                                                      |                                                | Modifica les dades a Wikidata |
|        | Cal Coní                              | masia                    | Cànoves i Samalús        |                      |                       | 41° 41′ 33″ N, 2° 19′ 17″ E / 41.692561793533°N,2.32149488370171°E      |                                                      |                                                | Modifica les dades a Wikidata |
|        | Cal Cuc                               | masia                    | Cànoves i Samalús        |                      |                       | 41° 41′ 36″ N, 2° 21′ 18″ E / 41.6933315965288°N,2.3550746008695°E      |                                                      |                                                | Modifica les dades a Wikidata |
|        | Cal Liret                             | masia                    | Cànoves i Samalús        |                      |                       | 41° 41′ 04″ N, 2° 20′ 11″ E / 41.6845605675281°N,2.33641805813429°E     |                                                      |                                                | Modifica les dades a Wikidata |
|        | Cal Messeguer                         | masia                    | Cànoves i Samalús        |                      |                       | 41° 41′ 50″ N, 2° 21′ 18″ E / 41.6973206325452°N,2.35487851695509°E     |                                                      |                                                | Modifica les dades a Wikidata |
|        | Cal Mestres                           | masia                    | Cànoves i Samalús        |                      |                       | 41° 40′ 25″ N, 2° 21′ 08″ E / 41.6735904043824°N,2.35229237134506°E     |                                                      |                                                | Modifica les dades a Wikidata |
|        | Cal Pino                              | masia                    | Cànoves i Samalús        |                      |                       | 41° 41′ 04″ N, 2° 20′ 15″ E / 41.6843859128701°N,2.33736907243617°E     |                                                      |                                                | Modifica les dades a Wikidata |
|        | Cal Pipaire                           | masia                    | Cànoves i Samalús        |                      |                       | 41° 41′ 58″ N, 2° 21′ 15″ E / 41.6993433984042°N,2.35419729828533°E     |                                                      |                                                | Modifica les dades a Wikidata |
|        | Cal Rei                               | masia                    | Cànoves i Samalús        |                      |                       | 41° 41′ 19″ N, 2° 19′ 59″ E / 41.6886397013674°N,2.33311974165975°E     |                                                      |                                                | Modifica les dades a Wikidata |
|        | Cal Sastret                           | masia                    | Cànoves i Samalús        |                      |                       | 41° 41′ 09″ N, 2° 19′ 11″ E / 41.6857412123594°N,2.31959597761774°E     |                                                      |                                                | Modifica les dades a Wikidata |
|        | Can Balder                            | masia                    | Cànoves i Samalús        | 580                  |                       | 41° 42′ 50″ N, 2° 21′ 05″ E / 41.7140092568127°N,2.35141792090931°E     |                                                      | Can Balder                                     | Modifica les dades a Wikidata |
|        | Can Benet de Cànoves                  | masia                    | Cànoves i Samalús        |                      |                       | 41° 40′ 43″ N, 2° 21′ 38″ E / 41.6787444376356°N,2.36068681296158°E     |                                                      |                                                | Modifica les dades a Wikidata |
|        | Can Berenguer                         | masia                    | Cànoves i Samalús        | 374                  |                       | 41° 41′ 19″ N, 2° 18′ 49″ E / 41.6885792120235°N,2.31366611305907°E     | bé cultural d'interès local                          | Can Berenguer (Samalús)                        | Modifica les dades a Wikidata |
|        | Can Bosc                              | masia                    | Cànoves i Samalús        |                      |                       | 41° 41′ 06″ N, 2° 18′ 17″ E / 41.6850850682485°N,2.30477568689992°E     |                                                      |                                                | Modifica les dades a Wikidata |
|        | Can Bot                               | masia                    | Cànoves i Samalús        |                      |                       | 41° 41′ 35″ N, 2° 20′ 04″ E / 41.69292°N,2.33438°E                      | bé cultural d'interès local                          | Can Bot (Cànoves i Samalús)                    | Modifica les dades a Wikidata |
|        | Can Botet                             | masia                    | Cànoves i Samalús        |                      |                       | 41° 41′ 26″ N, 2° 20′ 06″ E / 41.6904707895003°N,2.33513163030879°E     |                                                      |                                                | Modifica les dades a Wikidata |
|        | Can Bullícia                          | masia                    | Cànoves i Samalús        | 328                  |                       | 41° 40′ 50″ N, 2° 18′ 49″ E / 41.680481°N,2.313561°E                    |                                                      | Can Bullícia                                   | Modifica les dades a Wikidata |
|        | Can Canet                             | masia                    | Cànoves i Samalús        |                      |                       | 41° 40′ 51″ N, 2° 19′ 05″ E / 41.6808688576319°N,2.31815747417809°E     |                                                      |                                                | Modifica les dades a Wikidata |
|        | Can Canyes                            | masia                    | Cànoves i Samalús        |                      |                       | 41° 40′ 49″ N, 2° 20′ 45″ E / 41.6803265493447°N,2.34572488098824°E     |                                                      |                                                | Modifica les dades a Wikidata |
|        | Can Casa Vella                        | masia                    | Cànoves i Samalús        |                      |                       | 41° 40′ 27″ N, 2° 19′ 00″ E / 41.6741672268455°N,2.3165823543255°E      |                                                      | Can Casa Vella                                 | Modifica les dades a Wikidata |
|        | Can Casademunt                        | masia                    | Cànoves i Samalús        |                      |                       | 41° 41′ 37″ N, 2° 21′ 12″ E / 41.69373°N,2.35346°E                      | bé cultural d'interès local                          |                                                | Modifica les dades a Wikidata |
|        | Can Caseta                            | masia                    | Cànoves i Samalús        |                      |                       | 41° 41′ 19″ N, 2° 18′ 37″ E / 41.68851°N,2.31019°E                      |                                                      |                                                | Modifica les dades a Wikidata |
|        | Can Castell                           | masia                    | Cànoves i Samalús        |                      |                       | 41° 42′ 39″ N, 2° 21′ 03″ E / 41.7109160083728°N,2.35073981322708°E     |                                                      |                                                | Modifica les dades a Wikidata |
|        | Can Castellà                          | masia                    | Cànoves i Samalús        |                      |                       | 41° 40′ 41″ N, 2° 18′ 44″ E / 41.6781135240154°N,2.31225151153001°E     |                                                      |                                                | Modifica les dades a Wikidata |
|        | Can Catà                              | masia                    | Cànoves i Samalús        |                      |                       | 41° 42′ 06″ N, 2° 21′ 28″ E / 41.7017420757312°N,2.35791110605653°E     |                                                      |                                                | Modifica les dades a Wikidata |
|        | Can Cavaller                          | masia                    | Cànoves i Samalús        |                      |                       | 41° 41′ 41″ N, 2° 19′ 11″ E / 41.6946226359187°N,2.31967062375326°E     |                                                      |                                                | Modifica les dades a Wikidata |
|        | Can Centelles                         | masia                    | Cànoves i Samalús        | 325                  |                       | 41° 40′ 51″ N, 2° 18′ 47″ E / 41.6807208640559°N,2.31296866393898°E     |                                                      | Can Centelles (Samalús)                        | Modifica les dades a Wikidata |
|        | Can Claus                             | masia                    | Cànoves i Samalús        |                      |                       | 41° 41′ 10″ N, 2° 19′ 56″ E / 41.6859947823715°N,2.33211370237476°E     |                                                      |                                                | Modifica les dades a Wikidata |
|        | Can Clavets                           | masia                    | Cànoves i Samalús        |                      |                       | 41° 41′ 06″ N, 2° 19′ 49″ E / 41.6851290226594°N,2.330380397636°E       |                                                      |                                                | Modifica les dades a Wikidata |
|        | Can Coc                               | masia                    | Cànoves i Samalús        |                      |                       | 41° 41′ 23″ N, 2° 20′ 11″ E / 41.6897658703768°N,2.33628045070255°E     |                                                      |                                                | Modifica les dades a Wikidata |
|        | Can Congost                           | masia                    | Cànoves i Samalús        | 389                  |                       | 41° 42′ 11″ N, 2° 21′ 00″ E / 41.70318°N,2.35011°E                      | bé integrant del patrimoni cultural català           | Can Congost (Cànoves i Samalús)                | Modifica les dades a Wikidata |
|        | Can Cuc de la Muntanya                | masia                    | Cànoves i Samalús        |                      |                       | 41° 43′ 30″ N, 2° 20′ 55″ E / 41.72489°N,2.3487°E                       | bé cultural d'interès local                          | Can Cuc de la Muntanya                         | Modifica les dades a Wikidata |
|        | Can Domènec                           | masia                    | Cànoves i Samalús        | 390                  |                       | 41° 42′ 19″ N, 2° 20′ 59″ E / 41.705172°N,2.349773°E                    |                                                      | Can Domènec (Cànoves)                          | Modifica les dades a Wikidata |
|        | Can Ferrer                            | masia                    | Cànoves i Samalús        |                      |                       | 41° 41′ 23″ N, 2° 21′ 19″ E / 41.6897302448278°N,2.35533888502207°E     |                                                      |                                                | Modifica les dades a Wikidata |
|        | Can Ferrer de la Bruguera             | masia                    | Cànoves i Samalús        |                      |                       | 41° 41′ 25″ N, 2° 20′ 28″ E / 41.6903967604181°N,2.34104453927028°E     |                                                      |                                                | Modifica les dades a Wikidata |
|        | Can Flicandó                          | masia                    | Cànoves i Samalús        |                      |                       | 41° 41′ 10″ N, 2° 20′ 04″ E / 41.686170074813°N,2.33438287001569°E      |                                                      |                                                | Modifica les dades a Wikidata |
|        | Can Gessa                             | masia                    | Cànoves i Samalús        |                      |                       | 41° 41′ 05″ N, 2° 19′ 41″ E / 41.6845928980606°N,2.32803092333708°E     |                                                      |                                                | Modifica les dades a Wikidata |
|        | Can Gessa                             | masia                    | Cànoves i Samalús        | 619                  |                       | 41° 42′ 49″ N, 2° 21′ 15″ E / 41.713638°N,2.354035°E                    |                                                      | Can Gessa (Cànoves)                            | Modifica les dades a Wikidata |
|        | Can Gessa de Baix                     | masia                    | Cànoves i Samalús        |                      |                       | 41° 41′ 05″ N, 2° 19′ 36″ E / 41.6847292676246°N,2.32670779934829°E     |                                                      |                                                | Modifica les dades a Wikidata |
|        | Can Jaume                             | masia                    | Cànoves i Samalús        |                      |                       | 41° 41′ 05″ N, 2° 19′ 45″ E / 41.6847072238712°N,2.32909911297617°E     |                                                      |                                                | Modifica les dades a Wikidata |
|        | Can Jonqueres                         | masia                    | Cànoves i Samalús        |                      |                       | 41° 41′ 26″ N, 2° 20′ 08″ E / 41.6905633567245°N,2.33556327430742°E     |                                                      |                                                | Modifica les dades a Wikidata |
|        | Can Julià                             | masia                    | Cànoves i Samalús        |                      |                       | 41° 41′ 22″ N, 2° 19′ 03″ E / 41.68946°N,2.31748°E                      | bé cultural d'interès local                          | Can Julià (Cànoves i Samalús)                  | Modifica les dades a Wikidata |
|        | Can Llavina                           | masia                    | Cànoves i Samalús        |                      |                       | 41° 41′ 07″ N, 2° 19′ 40″ E / 41.6853757646948°N,2.32790262120197°E     |                                                      |                                                | Modifica les dades a Wikidata |
|        | Can Llibants                          | masia                    | Cànoves i Samalús        |                      |                       | 41° 41′ 16″ N, 2° 19′ 14″ E / 41.6877817344886°N,2.32042761807996°E     |                                                      |                                                | Modifica les dades a Wikidata |
|        | Can Llobet Nou                        | masia                    | Cànoves i Samalús        |                      |                       | 41° 41′ 09″ N, 2° 20′ 13″ E / 41.6859413449055°N,2.33688449908523°E     |                                                      |                                                | Modifica les dades a Wikidata |
|        | Can Llobet Vell                       | masia                    | Cànoves i Samalús        |                      |                       | 41° 41′ 08″ N, 2° 20′ 12″ E / 41.6854815251503°N,2.3368051111549°E      |                                                      |                                                | Modifica les dades a Wikidata |
|        | Can Lluc                              | masia                    | Cànoves i Samalús        |                      |                       | 41° 41′ 06″ N, 2° 18′ 38″ E / 41.6850922145697°N,2.31044695533084°E     |                                                      |                                                | Modifica les dades a Wikidata |
|        | Can Lluís                             | masia                    | Cànoves i Samalús        |                      |                       | 41° 41′ 29″ N, 2° 21′ 18″ E / 41.6914124531709°N,2.35496158662356°E     |                                                      |                                                | Modifica les dades a Wikidata |
|        | Can Mascaró                           | masia                    | Cànoves i Samalús        |                      |                       | 41° 41′ 21″ N, 2° 19′ 06″ E / 41.6892642212737°N,2.31828512329348°E     | bé cultural d'interès local                          |                                                | Modifica les dades a Wikidata |
|        | Can Massacs                           | masia                    | Cànoves i Samalús        |                      |                       | 41° 41′ 27″ N, 2° 19′ 20″ E / 41.6908270805866°N,2.32211394505512°E     |                                                      |                                                | Modifica les dades a Wikidata |
|        | Can Massó                             | masia                    | Cànoves i Samalús        |                      |                       | 41° 40′ 44″ N, 2° 21′ 25″ E / 41.6787953099717°N,2.35688975736299°E     |                                                      |                                                | Modifica les dades a Wikidata |
|        | Can Mateu                             | masia                    | Cànoves i Samalús        |                      |                       | 41° 40′ 35″ N, 2° 21′ 39″ E / 41.676457°N,2.360797°E                    |                                                      |                                                | Modifica les dades a Wikidata |
|        | Can Mateuet                           | masia                    | Cànoves i Samalús        |                      |                       | 41° 40′ 41″ N, 2° 21′ 30″ E / 41.6779654180803°N,2.35827965851211°E     |                                                      |                                                | Modifica les dades a Wikidata |
|        | Can Messeguer                         | masia                    | Cànoves i Samalús        |                      |                       | 41° 41′ 38″ N, 2° 20′ 09″ E / 41.694015086154°N,2.33591230233587°E      | bé cultural d'interès local                          |                                                | Modifica les dades a Wikidata |
|        | Can Mets                              | masia                    | Cànoves i Samalús        | 568                  |                       | 41° 42′ 54″ N, 2° 21′ 01″ E / 41.7149304112988°N,2.35025463146824°E     |                                                      | Can Mets (Cànoves i Samalús)                   | Modifica les dades a Wikidata |
|        | Can Miquel de l'Alzina                | masia                    | Cànoves i Samalús        |                      |                       | 41° 41′ 08″ N, 2° 19′ 58″ E / 41.6856287244451°N,2.33267020901986°E     |                                                      |                                                | Modifica les dades a Wikidata |
|        | Can Miquel de la Riera                | masia                    | Cànoves i Samalús        |                      |                       | 41° 41′ 19″ N, 2° 20′ 11″ E / 41.6884965017273°N,2.33638962797205°E     |                                                      |                                                | Modifica les dades a Wikidata |
|        | Can Monells                           | masia                    | Cànoves i Samalús        |                      |                       | 41° 40′ 36″ N, 2° 18′ 54″ E / 41.67661815646056°N,2.314901947975159°E   |                                                      | Can Monells (Cànoves i Samalús)                | Modifica les dades a Wikidata |
|        | Can Morera                            | masia                    | Cànoves i Samalús        | 668                  |                       | 41° 43′ 12″ N, 2° 21′ 07″ E / 41.7200823067105°N,2.35182571886178°E     |                                                      | Can Morera (Cànoves i Samalús)                 | Modifica les dades a Wikidata |
|        | Can Nari                              | masia                    | Cànoves i Samalús        |                      |                       | 41° 41′ 43″ N, 2° 21′ 09″ E / 41.6954152619163°N,2.35240993603532°E     |                                                      |                                                | Modifica les dades a Wikidata |
|        | Can Palaus                            | masia                    | Cànoves i Samalús        |                      |                       | 41° 40′ 40″ N, 2° 21′ 38″ E / 41.6778337004292°N,2.36050359896507°E     |                                                      |                                                | Modifica les dades a Wikidata |
|        | Can Pallobet                          | masia                    | Cànoves i Samalús        |                      |                       | 41° 41′ 23″ N, 2° 20′ 17″ E / 41.6897407236151°N,2.33816728962989°E     |                                                      |                                                | Modifica les dades a Wikidata |
|        | Can Pau                               | masia                    | Cànoves i Samalús        |                      |                       | 41° 40′ 34″ N, 2° 21′ 46″ E / 41.676171081076°N,2.36279068842108°E      |                                                      |                                                | Modifica les dades a Wikidata |
|        | Can Pau Roig                          | masia                    | Cànoves i Samalús        |                      |                       | 41° 41′ 30″ N, 2° 19′ 19″ E / 41.6917176629181°N,2.32192434264184°E     |                                                      |                                                | Modifica les dades a Wikidata |
|        | Can Pep Miquel                        | masia                    | Cànoves i Samalús        |                      |                       | 41° 40′ 58″ N, 2° 19′ 09″ E / 41.6827123151819°N,2.3191713132468°E      |                                                      |                                                | Modifica les dades a Wikidata |
|        | Can Pere Piler                        | masia                    | Cànoves i Samalús        | 270                  |                       | 41° 40′ 23″ N, 2° 18′ 57″ E / 41.6729294719455°N,2.31594672911941°E     |                                                      | Can Pere Piler                                 | Modifica les dades a Wikidata |
|        | Can Perera                            | masia                    | Cànoves i Samalús        |                      |                       | 41° 41′ 31″ N, 2° 21′ 07″ E / 41.6920804592991°N,2.35202279511594°E     | bé cultural d'interès local                          |                                                | Modifica les dades a Wikidata |
|        | Can Perera Nou                        | masia                    | Cànoves i Samalús        | 415                  |                       | 41° 41′ 32″ N, 2° 19′ 32″ E / 41.6920906240008°N,2.32560960459377°E     |                                                      | Can Perera Nou                                 | Modifica les dades a Wikidata |
|        | Can Perera Vell                       | masia                    | Cànoves i Samalús        | 414                  |                       | 41° 41′ 32″ N, 2° 19′ 35″ E / 41.692086198183°N,2.32639074732525°E      |                                                      | Can Perera Vell                                | Modifica les dades a Wikidata |
|        | Can Pericàs                           | masia                    | Cànoves i Samalús        | 401                  |                       | 41° 41′ 29″ N, 2° 19′ 43″ E / 41.691421°N,2.328587°E                    |                                                      | Can Pericàs (Cànoves i Samalús)                | Modifica les dades a Wikidata |
|        | Can Picarol                           | masia                    | Cànoves i Samalús        |                      |                       | 41° 41′ 05″ N, 2° 20′ 14″ E / 41.684808181953°N,2.33718450698565°E      |                                                      |                                                | Modifica les dades a Wikidata |
|        | Can Pou                               | masia                    | Cànoves i Samalús        | 636                  |                       | 41° 43′ 09″ N, 2° 21′ 13″ E / 41.719276°N,2.353714°E                    |                                                      | Can Pou (Cànoves i Samalús)                    | Modifica les dades a Wikidata |
|        | Can Prades                            | masia                    | Cànoves i Samalús        |                      |                       | 41° 42′ 04″ N, 2° 18′ 32″ E / 41.701098257794°N,2.30902605235446°E      |                                                      |                                                | Modifica les dades a Wikidata |
|        | Can Prat                              | masia                    | Cànoves i Samalús        | 334                  |                       | 41° 41′ 00″ N, 2° 19′ 15″ E / 41.6833973310737°N,2.32077413556025°E     |                                                      | Can Prat (Samalús)                             | Modifica les dades a Wikidata |
|        | Can Puig                              | masia                    | Cànoves i Samalús        | 585                  |                       | 41° 42′ 55″ N, 2° 21′ 08″ E / 41.715324°N,2.352281°E                    |                                                      | Can Puig (Cànoves i Samalús)                   | Modifica les dades a Wikidata |
|        | Can Puigsagordi                       | masia                    | Cànoves i Samalús        |                      |                       | 41° 40′ 34″ N, 2° 18′ 33″ E / 41.676004771963°N,2.30906625818846°E      |                                                      |                                                | Modifica les dades a Wikidata |
|        | can Quintana                          | masia                    | Cànoves i Samalús        |                      |                       | 41° 43′ 19″ N, 2° 21′ 11″ E / 41.72198°N,2.35302°E                      | bé integrant del patrimoni cultural català           | Can Quintana (Cànoves i Samalús)               | Modifica les dades a Wikidata |
|        | Can Rafael                            | masia                    | Cànoves i Samalús        |                      |                       | 41° 41′ 11″ N, 2° 19′ 49″ E / 41.6862722938868°N,2.33027241656624°E     |                                                      |                                                | Modifica les dades a Wikidata |
|        | Can Raïm                              | masia                    | Cànoves i Samalús        | 297                  |                       | 41° 40′ 43″ N, 2° 18′ 56″ E / 41.6786018721295°N,2.31559831751887°E     |                                                      | Can Raïm                                       | Modifica les dades a Wikidata |
|        | Can Rec                               | masia                    | Cànoves i Samalús        | 399                  |                       | 41° 42′ 18″ N, 2° 20′ 57″ E / 41.7049799097181°N,2.34906876163165°E     |                                                      | Can Rec                                        | Modifica les dades a Wikidata |
|        | Can Ribes                             | masia                    | Cànoves i Samalús        |                      |                       | 41° 41′ 10″ N, 2° 21′ 22″ E / 41.68606°N,2.35601°E                      | bé integrant del patrimoni cultural català           | Can Ribes (Cànoves i Samalús)                  | Modifica les dades a Wikidata |
|        | Can Riereta                           | masia                    | Cànoves i Samalús        |                      |                       | 41° 40′ 42″ N, 2° 21′ 28″ E / 41.6782141132674°N,2.35765244443772°E     |                                                      |                                                | Modifica les dades a Wikidata |
|        | Can Rupit                             | masia                    | Cànoves i Samalús        |                      |                       | 41° 40′ 39″ N, 2° 21′ 27″ E / 41.6774927117023°N,2.35750343387892°E     |                                                      |                                                | Modifica les dades a Wikidata |
|        | Can Sagrera                           | masia                    | Cànoves i Samalús        |                      |                       | 41° 41′ 44″ N, 2° 21′ 06″ E / 41.6954203388681°N,2.35171287026113°E     |                                                      |                                                | Modifica les dades a Wikidata |
|        | Can Samont                            | masia                    | Cànoves i Samalús        |                      |                       | 41° 41′ 26″ N, 2° 19′ 02″ E / 41.6904288625236°N,2.31722738640954°E     |                                                      |                                                | Modifica les dades a Wikidata |
|        | Can Sauló                             | masia                    | Cànoves i Samalús        |                      |                       | 41° 41′ 23″ N, 2° 21′ 11″ E / 41.6897266929275°N,2.35310386300012°E     |                                                      |                                                | Modifica les dades a Wikidata |
|        | Can Serra                             | masia                    | Cànoves i Samalús        |                      |                       | 41° 40′ 56″ N, 2° 21′ 04″ E / 41.6821498504072°N,2.35117324805187°E     |                                                      |                                                | Modifica les dades a Wikidata |
|        | Can Teixidor                          | masia                    | Cànoves i Samalús        |                      |                       | 41° 41′ 36″ N, 2° 21′ 24″ E / 41.6934128758809°N,2.35672013502297°E     |                                                      |                                                | Modifica les dades a Wikidata |
|        | Can Torre Penjada                     | masia                    | Cànoves i Samalús        |                      |                       | 41° 41′ 35″ N, 2° 21′ 26″ E / 41.6929917182609°N,2.35710887682827°E     |                                                      |                                                | Modifica les dades a Wikidata |
|        | Can Torrent                           | masia                    | Cànoves i Samalús        | 464                  |                       | 41° 41′ 38″ N, 2° 19′ 39″ E / 41.693939643871°N,2.32758514771423°E      |                                                      | Can Torrent (Cànoves i Samalús)                | Modifica les dades a Wikidata |
|        | Can Tuta                              | masia                    | Cànoves i Samalús        |                      |                       | 41° 41′ 22″ N, 2° 20′ 25″ E / 41.6895271670747°N,2.34018823320974°E     |                                                      |                                                | Modifica les dades a Wikidata |
|        | Can Vergers                           | masia                    | Cànoves i Samalús        |                      |                       | 41° 41′ 16″ N, 2° 20′ 02″ E / 41.6877338032284°N,2.33377796461508°E     |                                                      |                                                | Modifica les dades a Wikidata |
|        | Can Vet                               | masia                    | Cànoves i Samalús        |                      |                       | 41° 41′ 31″ N, 2° 19′ 52″ E / 41.6920780343911°N,2.33116152931417°E     |                                                      |                                                | Modifica les dades a Wikidata |
|        | Can Volart                            | masia                    | Cànoves i Samalús        |                      |                       | 41° 42′ 10″ N, 2° 21′ 48″ E / 41.70288°N,2.3634°E                       | bé cultural d'interès local                          | Can Volard (Cànoves i Samalús)                 | Modifica les dades a Wikidata |
|        | Can Xicola                            | masia                    | Cànoves i Samalús        |                      |                       | 41° 40′ 48″ N, 2° 21′ 34″ E / 41.6800342983304°N,2.35940049496201°E     |                                                      |                                                | Modifica les dades a Wikidata |
|        | Caseta d'en Serra                     | masia                    | Cànoves i Samalús        |                      |                       | 41° 40′ 54″ N, 2° 18′ 44″ E / 41.6817166357418°N,2.31229725034075°E     |                                                      |                                                | Modifica les dades a Wikidata |
|        | Castell de Samalús                    | masia                    | Cànoves i Samalús        |                      |                       | 41° 41′ 28″ N, 2° 18′ 51″ E / 41.691201°N,2.314038°E                    | bé d'interès cultural bé cultural d'interès nacional | Castell de Samalús                             | Modifica les dades a Wikidata |
|        | el Castell dels Moros                 | masia                    | Cànoves i Samalús        |                      |                       | 41° 42′ 01″ N, 2° 21′ 14″ E / 41.7001436994521°N,2.35396094190698°E     |                                                      |                                                | Modifica les dades a Wikidata |
|        | el Villar                             | masia                    | Cànoves i Samalús        |                      |                       | 41° 43′ 20″ N, 2° 19′ 58″ E / 41.72211°N,2.33271°E                      | bé integrant del patrimoni cultural català           |                                                | Modifica les dades a Wikidata |
|        | la Casa del Bosc                      | masia                    | Cànoves i Samalús        |                      |                       | 41° 44′ 14″ N, 2° 21′ 00″ E / 41.7372927116563°N,2.34987294915556°E     |                                                      |                                                | Modifica les dades a Wikidata |
|        | la Casa Nova                          | masia                    | Cànoves i Samalús        |                      |                       | 41° 40′ 26″ N, 2° 21′ 28″ E / 41.6740085633343°N,2.35779036849696°E     |                                                      |                                                | Modifica les dades a Wikidata |
|        | la Rectoria                           | masia                    | Cànoves i Samalús        |                      |                       | 41° 41′ 32″ N, 2° 21′ 20″ E / 41.6923531146677°N,2.35566118751583°E     | bé cultural d'interès local                          |                                                | Modifica les dades a Wikidata |
|        | la Secretaria                         | masia                    | Cànoves i Samalús        |                      |                       | 41° 41′ 34″ N, 2° 19′ 49″ E / 41.6929113039251°N,2.3304078415397°E      |                                                      |                                                | Modifica les dades a Wikidata |
|        | la Torreta                            | masia                    | Cànoves i Samalús        |                      |                       | 41° 41′ 38″ N, 2° 21′ 27″ E / 41.6939489023481°N,2.35754398256372°E     |                                                      |                                                | Modifica les dades a Wikidata |
|        | Mas Déu                               | masia                    | Cànoves i Samalús        |                      |                       | 41° 44′ 24″ N, 2° 20′ 41″ E / 41.7399481649371°N,2.3448314090688°E      |                                                      |                                                | Modifica les dades a Wikidata |
|        | Torre Bonaire                         | masia                    | Cànoves i Samalús        |                      |                       | 41° 41′ 36″ N, 2° 21′ 28″ E / 41.6933910316042°N,2.35764567099123°E     |                                                      |                                                | Modifica les dades a Wikidata |
|        | Torre Cerdà                           | masia                    | Cànoves i Samalús        |                      |                       | 41° 41′ 23″ N, 2° 20′ 21″ E / 41.6897637847735°N,2.3390442534186°E      |                                                      |                                                | Modifica les dades a Wikidata |
|        | Torre Manel                           | masia                    | Cànoves i Samalús        |                      |                       | 41° 41′ 37″ N, 2° 21′ 26″ E / 41.6934971622643°N,2.3572961179552°E      |                                                      |                                                | Modifica les dades a Wikidata |
|        | Torre Perera                          | masia                    | Cànoves i Samalús        |                      |                       | 41° 41′ 27″ N, 2° 21′ 09″ E / 41.6907326556662°N,2.35260110279587°E     |                                                      |                                                | Modifica les dades a Wikidata |
|        | Vallfigueres                          | masia                    | Cànoves i Samalús        |                      |                       | 41° 42′ 39″ N, 2° 19′ 20″ E / 41.710883962316°N,2.3221348587461°E       |                                                      |                                                | Modifica les dades a Wikidata |
|        | Ca l'Adrià                            | masia                    | Llinars del Vallès       |                      |                       | 41° 39′ 03″ N, 2° 25′ 58″ E / 41.65075°N,2.43275°E                      | bé cultural d'interès local                          |                                                | Modifica les dades a Wikidata |
|        | Ca l'Andreu                           | masia                    | Llinars del Vallès       | 235                  |                       | 41° 39′ 52″ N, 2° 26′ 03″ E / 41.66447°N,2.43405°E                      | bé integrant del patrimoni cultural català           | Ca l'Andreu (Llinars del Vallès)               | Modifica les dades a Wikidata |
|        | Ca l'Arumí                            | masia                    | Llinars del Vallès       |                      |                       | 41° 36′ 26″ N, 2° 22′ 50″ E / 41.6073274114869°N,2.38057018976082°E     |                                                      |                                                | Modifica les dades a Wikidata |
|        | Ca l'Escroder                         | masia                    | Llinars del Vallès       |                      |                       | 41° 38′ 28″ N, 2° 25′ 21″ E / 41.6410158633041°N,2.4223816252495°E      |                                                      |                                                | Modifica les dades a Wikidata |
|        | Ca l'Esteper                          | masia                    | Llinars del Vallès       |                      |                       | 41° 38′ 46″ N, 2° 25′ 56″ E / 41.6461266114327°N,2.43215881071754°E     |                                                      |                                                | Modifica les dades a Wikidata |
|        | Ca la Nuri                            | masia                    | Llinars del Vallès       |                      |                       | 41° 38′ 29″ N, 2° 25′ 23″ E / 41.6414429201024°N,2.42312227529713°E     |                                                      |                                                | Modifica les dades a Wikidata |
|        | Ca n'Agell                            | masia                    | Llinars del Vallès       |                      |                       | 41° 39′ 19″ N, 2° 26′ 43″ E / 41.6552880828461°N,2.44531343014047°E     |                                                      |                                                | Modifica les dades a Wikidata |
|        | Cal Bataller                          | masia                    | Llinars del Vallès       |                      |                       | 41° 38′ 30″ N, 2° 25′ 09″ E / 41.6417198864616°N,2.4190972818847°E      |                                                      |                                                | Modifica les dades a Wikidata |
|        | Cal Burro                             | masia                    | Llinars del Vallès       |                      |                       | 41° 39′ 18″ N, 2° 25′ 29″ E / 41.6549529676477°N,2.42477921746125°E     |                                                      |                                                | Modifica les dades a Wikidata |
|        | Cal Coix                              | masia                    | Llinars del Vallès       |                      |                       | 41° 38′ 10″ N, 2° 26′ 24″ E / 41.6361849592951°N,2.43996626759568°E     |                                                      |                                                | Modifica les dades a Wikidata |
|        | Cal Doctor Recasens                   | masia                    | Llinars del Vallès       |                      |                       | 41° 38′ 33″ N, 2° 25′ 14″ E / 41.6425919903746°N,2.42056639542042°E     |                                                      |                                                | Modifica les dades a Wikidata |
|        | Cal Pèl                               | masia                    | Llinars del Vallès       |                      |                       | 41° 40′ 03″ N, 2° 26′ 02″ E / 41.6674459206836°N,2.43385744530345°E     |                                                      | Cal Pèl                                        | Modifica les dades a Wikidata |
|        | Cal Pèsol                             | masia                    | Llinars del Vallès       |                      |                       | 41° 36′ 12″ N, 2° 23′ 18″ E / 41.6032079823756°N,2.38839783535691°E     |                                                      |                                                | Modifica les dades a Wikidata |
|        | Cal Sacristà                          | masia                    | Llinars del Vallès       |                      |                       | 41° 39′ 46″ N, 2° 25′ 18″ E / 41.6627287978912°N,2.42171917072958°E     |                                                      | Cal Sacristà                                   | Modifica les dades a Wikidata |
|        | Cal Trabuc                            | masia                    | Llinars del Vallès       |                      |                       | 41° 37′ 52″ N, 2° 25′ 57″ E / 41.6311950080282°N,2.43262602658771°E     |                                                      |                                                | Modifica les dades a Wikidata |
|        | Can Badosa                            | masia                    | Llinars del Vallès       |                      |                       | 41° 38′ 17″ N, 2° 24′ 06″ E / 41.6379740956672°N,2.40176903902503°E     |                                                      | Can Badosa                                     | Modifica les dades a Wikidata |
|        | Can Bordoi                            | masia conjunt d'edificis | Llinars del Vallès       |                      |                       | 41° 37′ 28″ N, 2° 24′ 05″ E / 41.624473°N,2.401508°E                    | bé cultural d'interès local                          | Can Bordoi                                     | Modifica les dades a Wikidata |
|        | Can Bruniquer                         | masia                    | Llinars del Vallès       |                      |                       | 41° 37′ 44″ N, 2° 23′ 20″ E / 41.6289357510695°N,2.38899508781639°E     |                                                      |                                                | Modifica les dades a Wikidata |
|        | Can Cabagès                           | masia                    | Llinars del Vallès       |                      |                       | 41° 38′ 22″ N, 2° 24′ 55″ E / 41.6395482770514°N,2.41537056073654°E     |                                                      |                                                | Modifica les dades a Wikidata |
|        | Can Capa                              | masia                    | Llinars del Vallès       |                      |                       | 41° 37′ 48″ N, 2° 24′ 08″ E / 41.6301215197949°N,2.40209375766514°E     |                                                      |                                                | Modifica les dades a Wikidata |
|        | Can Capeta                            | masia                    | Llinars del Vallès       |                      |                       | 41° 37′ 49″ N, 2° 22′ 36″ E / 41.630292425424°N,2.37661671428498°E      |                                                      |                                                | Modifica les dades a Wikidata |
|        | Can Cases                             | masia                    | Llinars del Vallès       |                      |                       | 41° 39′ 02″ N, 2° 25′ 40″ E / 41.6505635863679°N,2.42780855249604°E     |                                                      |                                                | Modifica les dades a Wikidata |
|        | Can Censat                            | masia                    | Llinars del Vallès       |                      |                       | 41° 37′ 47″ N, 2° 24′ 16″ E / 41.6298278774301°N,2.40452154565164°E     |                                                      |                                                | Modifica les dades a Wikidata |
|        | Can Clavell                           | masia                    | Llinars del Vallès       |                      |                       | 41° 39′ 34″ N, 2° 25′ 30″ E / 41.659504°N,2.425035°E                    |                                                      | Can Clavell (Llinars del Vallès)               | Modifica les dades a Wikidata |
|        | Can Codina                            | masia                    | Llinars del Vallès       |                      |                       | 41° 37′ 45″ N, 2° 23′ 14″ E / 41.6292318187918°N,2.38708346454203°E     |                                                      |                                                | Modifica les dades a Wikidata |
|        | Can Collet                            | masia                    | Llinars del Vallès       |                      |                       | 41° 36′ 28″ N, 2° 22′ 58″ E / 41.607907357983°N,2.38289288462539°E      |                                                      |                                                | Modifica les dades a Wikidata |
|        | Can Collet de Baix                    | masia                    | Llinars del Vallès       |                      |                       | 41° 39′ 33″ N, 2° 25′ 49″ E / 41.659204890563°N,2.43031438416132°E      |                                                      |                                                | Modifica les dades a Wikidata |
|        | Can Colomer                           | masia                    | Llinars del Vallès       |                      |                       | 41° 38′ 57″ N, 2° 25′ 29″ E / 41.649295490943°N,2.424855803744°E        | bé cultural d'interès local                          | Can Colomer (Llinars del Vallès)               | Modifica les dades a Wikidata |
|        | Can Cortès                            | masia                    | Llinars del Vallès       |                      |                       | 41° 36′ 20″ N, 2° 23′ 09″ E / 41.6054547997142°N,2.38577244451895°E     |                                                      |                                                | Modifica les dades a Wikidata |
|        | Can Cuquitos                          | masia                    | Llinars del Vallès       | 220                  |                       | 41° 39′ 39″ N, 2° 25′ 29″ E / 41.6608072356782°N,2.42470309897008°E     |                                                      | Can Cuquitos                                   | Modifica les dades a Wikidata |
|        | Can Dama                              | masia                    | Llinars del Vallès       |                      |                       | 41° 38′ 02″ N, 2° 26′ 52″ E / 41.6338173741598°N,2.44768265347904°E     |                                                      |                                                | Modifica les dades a Wikidata |
|        | Can Diviu                             | masia                    | Llinars del Vallès       |                      |                       | 41° 37′ 49″ N, 2° 23′ 23″ E / 41.6303182455526°N,2.38982241176876°E     |                                                      |                                                | Modifica les dades a Wikidata |
|        | Can Dous                              | masia                    | Llinars del Vallès       |                      |                       | 41° 36′ 40″ N, 2° 22′ 58″ E / 41.6110323810871°N,2.38280309269147°E     |                                                      |                                                | Modifica les dades a Wikidata |
|        | Can Felip                             | masia                    | Llinars del Vallès       |                      |                       | 41° 39′ 49″ N, 2° 26′ 03″ E / 41.6635657841369°N,2.43425178351094°E     |                                                      | Can Felip (Llinars del Vallès)                 | Modifica les dades a Wikidata |
|        | Can Ferrer                            | masia                    | Llinars del Vallès       |                      |                       | 41° 39′ 20″ N, 2° 25′ 52″ E / 41.6556603307918°N,2.43117431891753°E     |                                                      |                                                | Modifica les dades a Wikidata |
|        | Can Folc                              | masia                    | Llinars del Vallès       |                      |                       | 41° 37′ 55″ N, 2° 24′ 27″ E / 41.6318516463934°N,2.40745632172121°E     |                                                      |                                                | Modifica les dades a Wikidata |
|        | Can Fradera                           | masia                    | Llinars del Vallès       |                      |                       | 41° 40′ 17″ N, 2° 26′ 06″ E / 41.67151738032268°N,2.434909343719483°E   |                                                      | Can Fradera (Llinars del Vallès)               | Modifica les dades a Wikidata |
|        | Can Gall Nou                          | masia                    | Llinars del Vallès       |                      |                       | 41° 37′ 13″ N, 2° 22′ 33″ E / 41.6203261051549°N,2.37581244125758°E     |                                                      |                                                | Modifica les dades a Wikidata |
|        | Can Gall Vell                         | masia                    | Llinars del Vallès       |                      |                       | 41° 37′ 13″ N, 2° 22′ 36″ E / 41.6203580098262°N,2.37671240029771°E     |                                                      |                                                | Modifica les dades a Wikidata |
|        | Can Gallard                           | masia                    | Llinars del Vallès       | 211                  |                       | 41° 37′ 58″ N, 2° 24′ 06″ E / 41.6326951406825°N,2.40162575838463°E     |                                                      | Can Gallard (Llinars del Vallès)               | Modifica les dades a Wikidata |
|        | Can Gavatxó                           | masia                    | Llinars del Vallès       |                      |                       | 41° 39′ 48″ N, 2° 25′ 38″ E / 41.6634493239947°N,2.42710591838238°E     |                                                      | Can Gavatxó (Llinars del Vallès)               | Modifica les dades a Wikidata |
|        | Can Gener                             | masia                    | Llinars del Vallès       |                      |                       | 41° 38′ 36″ N, 2° 26′ 34″ E / 41.6432°N,2.4427°E                        | bé integrant del patrimoni cultural català           |                                                | Modifica les dades a Wikidata |
|        | Can Goita                             | masia                    | Llinars del Vallès       |                      |                       | 41° 38′ 05″ N, 2° 24′ 45″ E / 41.6346880686436°N,2.41255700126154°E     |                                                      |                                                | Modifica les dades a Wikidata |
|        | Can Gordi                             | masia                    | Llinars del Vallès       |                      |                       | 41° 38′ 32″ N, 2° 25′ 16″ E / 41.6421713946349°N,2.42111050611583°E     |                                                      |                                                | Modifica les dades a Wikidata |
|        | Can Gordi Cremat                      | masia                    | Llinars del Vallès       |                      |                       | 41° 38′ 15″ N, 2° 24′ 39″ E / 41.6374268372451°N,2.41091122231056°E     |                                                      |                                                | Modifica les dades a Wikidata |
|        | Can Jan                               | masia                    | Llinars del Vallès       |                      |                       | 41° 37′ 52″ N, 2° 26′ 55″ E / 41.6310747295784°N,2.44863049380931°E     |                                                      |                                                | Modifica les dades a Wikidata |
|        | Can Jep                               | masia                    | Llinars del Vallès       |                      |                       | 41° 39′ 55″ N, 2° 25′ 33″ E / 41.6653800205768°N,2.4259356583104°E      |                                                      |                                                | Modifica les dades a Wikidata |
|        | Can Jordi                             | masia                    | Llinars del Vallès       |                      |                       | 41° 36′ 37″ N, 2° 23′ 08″ E / 41.6102732271544°N,2.38569073409179°E     |                                                      |                                                | Modifica les dades a Wikidata |
|        | Can Lleget                            | masia                    | Llinars del Vallès       |                      |                       | 41° 37′ 18″ N, 2° 22′ 09″ E / 41.6216401555899°N,2.36902962999022°E     |                                                      |                                                | Modifica les dades a Wikidata |
|        | Can Llobera                           | masia                    | Llinars del Vallès       | 194                  |                       | 41° 38′ 45″ N, 2° 24′ 52″ E / 41.645943°N,2.414493°E                    |                                                      | Can Llobera (Llinars del Vallès)               | Modifica les dades a Wikidata |
|        | Can Manel                             | masia                    | Llinars del Vallès       | 229                  |                       | 41° 39′ 21″ N, 2° 25′ 30″ E / 41.655737°N,2.42497°E                     |                                                      | Can Manel (Llinars del Vallès)                 | Modifica les dades a Wikidata |
|        | Can Margenat                          | masia                    | Llinars del Vallès       |                      |                       | 41° 39′ 45″ N, 2° 26′ 01″ E / 41.66253°N,2.43358°E                      | bé integrant del patrimoni cultural català           | Can Margenat (Llinars del Vallès)              | Modifica les dades a Wikidata |
|        | Can Marquès                           | masia                    | Llinars del Vallès       | 197                  |                       | 41° 38′ 39″ N, 2° 24′ 27″ E / 41.6442822055035°N,2.40758260623288°E     | bé cultural d'interès local                          | Can Marquès (Llinars del Vallès)               | Modifica les dades a Wikidata |
|        | Can Martori                           | masia                    | Llinars del Vallès       |                      |                       | 41° 39′ 53″ N, 2° 26′ 09″ E / 41.664809224406035°N,2.435773015022278°E  |                                                      | Can Martori                                    | Modifica les dades a Wikidata |
|        | Can Miret                             | masia                    | Llinars del Vallès       | 213                  |                       | 41° 39′ 01″ N, 2° 23′ 30″ E / 41.6504145655678°N,2.39177043149733°E     |                                                      | Can Miret (Llinars del Vallès)                 | Modifica les dades a Wikidata |
|        | Can Móra                              | masia                    | Llinars del Vallès       |                      |                       | 41° 38′ 29″ N, 2° 24′ 58″ E / 41.64131694444445°N,2.4161111111111113°E  |                                                      | Can Móra (Llinars del Vallès)                  | Modifica les dades a Wikidata |
|        | Can Móra del Torrent                  | masia                    | Llinars del Vallès       |                      |                       | 41° 38′ 08″ N, 2° 25′ 17″ E / 41.6354537303135°N,2.42144676718932°E     |                                                      |                                                | Modifica les dades a Wikidata |
|        | Can Nis                               | masia                    | Llinars del Vallès       |                      |                       | 41° 38′ 01″ N, 2° 25′ 52″ E / 41.6335927044789°N,2.4311642772559°E      |                                                      |                                                | Modifica les dades a Wikidata |
|        | Can Novell                            | masia                    | Llinars del Vallès       |                      |                       | 41° 40′ 01″ N, 2° 25′ 48″ E / 41.6668773923604°N,2.42999449503619°E     |                                                      |                                                | Modifica les dades a Wikidata |
|        | Can Panxo                             | masia                    | Llinars del Vallès       |                      |                       | 41° 38′ 39″ N, 2° 25′ 10″ E / 41.6441084386894°N,2.41942405968204°E     |                                                      |                                                | Modifica les dades a Wikidata |
|        | Can Patuel                            | masia                    | Llinars del Vallès       |                      |                       | 41° 38′ 09″ N, 2° 26′ 29″ E / 41.6359132833178°N,2.44151745262754°E     |                                                      |                                                | Modifica les dades a Wikidata |
|        | Can Pau Rector                        | masia                    | Llinars del Vallès       |                      |                       | 41° 38′ 32″ N, 2° 26′ 39″ E / 41.64218°N,2.44421°E                      | bé integrant del patrimoni cultural català           |                                                | Modifica les dades a Wikidata |
|        | Can Pauet                             | masia                    | Llinars del Vallès       |                      |                       | 41° 38′ 26″ N, 2° 25′ 41″ E / 41.6405127419623°N,2.42804156059332°E     |                                                      |                                                | Modifica les dades a Wikidata |
|        | Can Pedregosa                         | masia                    | Llinars del Vallès       |                      |                       | 41° 38′ 02″ N, 2° 24′ 25″ E / 41.633956938144°N,2.40699281509776°E      |                                                      |                                                | Modifica les dades a Wikidata |
|        | Can Pei                               | masia                    | Llinars del Vallès       |                      |                       | 41° 38′ 03″ N, 2° 24′ 14″ E / 41.6340496831966°N,2.40402645731049°E     |                                                      |                                                | Modifica les dades a Wikidata |
|        | Can Pellisser                         | masia                    | Llinars del Vallès       |                      |                       | 41° 36′ 50″ N, 2° 22′ 23″ E / 41.6138073721934°N,2.3729587237352°E      |                                                      |                                                | Modifica les dades a Wikidata |
|        | Can Perera                            | masia                    | Llinars del Vallès       |                      |                       | 41° 38′ 12″ N, 2° 25′ 19″ E / 41.6367078473971°N,2.42186778899181°E     |                                                      |                                                | Modifica les dades a Wikidata |
|        | Can Peret Martori                     | masia                    | Llinars del Vallès       | 231                  |                       | 41° 39′ 24″ N, 2° 25′ 37″ E / 41.656642°N,2.426915°E                    |                                                      | Can Peret Martori                              | Modifica les dades a Wikidata |
|        | Can Petroli                           | masia                    | Llinars del Vallès       |                      |                       | 41° 36′ 47″ N, 2° 22′ 38″ E / 41.6131731054201°N,2.37723765812304°E     |                                                      |                                                | Modifica les dades a Wikidata |
|        | Can Pinyater                          | masia                    | Llinars del Vallès       |                      |                       | 41° 36′ 41″ N, 2° 22′ 33″ E / 41.611292674003°N,2.3759595422103°E       |                                                      |                                                | Modifica les dades a Wikidata |
|        | Can Pinós                             | masia                    | Llinars del Vallès       |                      |                       | 41° 39′ 29″ N, 2° 25′ 33″ E / 41.658113°N,2.425734°E                    |                                                      | Can Pinós (Llinars del Vallès)                 | Modifica les dades a Wikidata |
|        | Can Pinós                             | masia                    | Llinars del Vallès       |                      |                       | 41° 37′ 56″ N, 2° 25′ 52″ E / 41.632212646569°N,2.4310105124818°E       |                                                      |                                                | Modifica les dades a Wikidata |
|        | Can Prat                              | masia                    | Llinars del Vallès       |                      |                       | 41° 38′ 34″ N, 2° 25′ 34″ E / 41.64271°N,2.42615°E                      | bé integrant del patrimoni cultural català           |                                                | Modifica les dades a Wikidata |
|        | Can Puigvert                          | masia                    | Llinars del Vallès       |                      |                       | 41° 36′ 47″ N, 2° 23′ 00″ E / 41.6129356402719°N,2.38331304574026°E     |                                                      |                                                | Modifica les dades a Wikidata |
|        | Can Ramonet                           | masia                    | Llinars del Vallès       |                      |                       | 41° 39′ 52″ N, 2° 25′ 21″ E / 41.6643355001906°N,2.42240147497642°E     |                                                      |                                                | Modifica les dades a Wikidata |
|        | Can Rossell                           | masia                    | Llinars del Vallès       |                      |                       | 41° 38′ 13″ N, 2° 23′ 58″ E / 41.63693°N,2.39949°E                      | bé cultural d'interès local                          | Can Rossell (Llinars del Vallès)               | Modifica les dades a Wikidata |
|        | Can Salvi                             | masia                    | Llinars del Vallès       | 237                  |                       | 41° 39′ 44″ N, 2° 25′ 44″ E / 41.6622245443689°N,2.42895451013589°E     |                                                      | Can Salvi (Llinars del Vallès)                 | Modifica les dades a Wikidata |
|        | Can Saules                            | masia                    | Llinars del Vallès       |                      |                       | 41° 36′ 18″ N, 2° 23′ 22″ E / 41.6049608465105°N,2.38942534351007°E     |                                                      |                                                | Modifica les dades a Wikidata |
|        | Can Solà Vell                         | masia                    | Llinars del Vallès       |                      |                       | 41° 39′ 18″ N, 2° 26′ 03″ E / 41.6551346847483°N,2.43416944043646°E     |                                                      |                                                | Modifica les dades a Wikidata |
|        | Can Suari                             | masia                    | Llinars del Vallès       |                      |                       | 41° 37′ 37″ N, 2° 22′ 58″ E / 41.6269021985822°N,2.38263975426734°E     |                                                      |                                                | Modifica les dades a Wikidata |
|        | Can Tabola                            | masia                    | Llinars del Vallès       |                      |                       | 41° 39′ 59″ N, 2° 25′ 31″ E / 41.6663404402064°N,2.42526646089539°E     |                                                      |                                                | Modifica les dades a Wikidata |
|        | Can Torres                            | masia                    | Llinars del Vallès       |                      |                       | 41° 36′ 13″ N, 2° 23′ 04″ E / 41.6036367363684°N,2.38434963188967°E     |                                                      |                                                | Modifica les dades a Wikidata |
|        | Can Valls                             | masia                    | Llinars del Vallès       |                      |                       | 41° 40′ 10″ N, 2° 26′ 03″ E / 41.6695191292082°N,2.43417563662847°E     |                                                      |                                                | Modifica les dades a Wikidata |
|        | Can Vila                              | masia                    | Llinars del Vallès       | 212                  |                       | 41° 39′ 31″ N, 2° 25′ 37″ E / 41.658561°N,2.426967°E                    |                                                      | Can Vila (Llinars del Vallès)                  | Modifica les dades a Wikidata |
|        | Can Xico                              | masia                    | Llinars del Vallès       |                      |                       | 41° 38′ 03″ N, 2° 26′ 42″ E / 41.6342187930542°N,2.44500185610134°E     |                                                      |                                                | Modifica les dades a Wikidata |
|        | Can Xiscu                             | masia                    | Llinars del Vallès       |                      |                       | 41° 38′ 27″ N, 2° 25′ 23″ E / 41.6407221973255°N,2.42309268120999°E     |                                                      |                                                | Modifica les dades a Wikidata |
|        | Casa Mas Bagà                         | masia                    | Llinars del Vallès       |                      |                       | 41° 38′ 24″ N, 2° 24′ 19″ E / 41.64005°N,2.40516°E                      | bé cultural d'interès local                          | Mas Bagà                                       | Modifica les dades a Wikidata |
|        | Castellvell                           | masia                    | Llinars del Vallès       |                      |                       | 41° 37′ 35″ N, 2° 24′ 25″ E / 41.6264085868537°N,2.40692993769019°E     |                                                      |                                                | Modifica les dades a Wikidata |
|        | Collsabadell                          | masia                    | Llinars del Vallès       |                      |                       | 41° 38′ 37″ N, 2° 25′ 42″ E / 41.6435309097953°N,2.4281949882273°E      |                                                      |                                                | Modifica les dades a Wikidata |
|        | el Pedrenyal Nou                      | masia                    | Llinars del Vallès       |                      |                       | 41° 40′ 11″ N, 2° 26′ 01″ E / 41.669841005633°N,2.4336923076467°E       |                                                      |                                                | Modifica les dades a Wikidata |
|        | el Rocar                              | masia                    | Llinars del Vallès       |                      |                       | 41° 36′ 39″ N, 2° 22′ 43″ E / 41.6107933966269°N,2.37856874101692°E     |                                                      |                                                | Modifica les dades a Wikidata |
|        | el Xalet                              | masia                    | Llinars del Vallès       |                      |                       | 41° 36′ 47″ N, 2° 22′ 56″ E / 41.6131099759497°N,2.38223118596354°E     |                                                      |                                                | Modifica les dades a Wikidata |
|        | Hostal de l'Arengada                  | masia                    | Llinars del Vallès       |                      | ruïnós                | 41° 37′ 59″ N, 2° 26′ 45″ E / 41.633056°N,2.445833°E                    |                                                      | Hostal de l'Arengada (Llinars del Vallès)      | Modifica les dades a Wikidata |
|        | l'Icart                               | masia                    | Llinars del Vallès       |                      |                       | 41° 39′ 55″ N, 2° 25′ 29″ E / 41.6651846931539°N,2.42470016850804°E     |                                                      |                                                | Modifica les dades a Wikidata |
|        | la Fredera                            | masia                    | Llinars del Vallès       |                      |                       | 41° 38′ 01″ N, 2° 26′ 32″ E / 41.633530266219°N,2.44231841463257°E      |                                                      |                                                | Modifica les dades a Wikidata |
|        | la Guàrdia                            | masia                    | Llinars del Vallès       |                      |                       | 41° 39′ 56″ N, 2° 26′ 25″ E / 41.665584584861°N,2.4403262642018°E       |                                                      | La Guàrdia (Llinars del Vallès)                | Modifica les dades a Wikidata |
|        | la Torre Vella                        | masia                    | Llinars del Vallès       |                      |                       | 41° 37′ 01″ N, 2° 23′ 04″ E / 41.6169675764282°N,2.3843789076581°E      |                                                      |                                                | Modifica les dades a Wikidata |
|        | Rectoria de Collsabadell              | masia                    | Llinars del Vallès       |                      |                       | 41° 38′ 36″ N, 2° 25′ 43″ E / 41.64338684082031°N,2.4286999702453613°E  |                                                      |                                                | Modifica les dades a Wikidata |
|        | Torre de les Àguiles                  | masia                    | Llinars del Vallès       | 202                  |                       | 41° 38′ 32″ N, 2° 24′ 15″ E / 41.6423364522995°N,2.40405817416991°E     | bé cultural d'interès local                          | Torre de les Àguiles                           | Modifica les dades a Wikidata |
|        | Torre Magret                          | masia                    | Llinars del Vallès       |                      |                       | 41° 38′ 14″ N, 2° 24′ 02″ E / 41.6372559324769°N,2.40050297045627°E     |                                                      |                                                | Modifica les dades a Wikidata |
|        | Ca l'Amat                             | masia                    | Sant Antoni de Vilamajor |                      |                       | 41° 38′ 54″ N, 2° 22′ 51″ E / 41.6482309646933°N,2.38092306841687°E     |                                                      |                                                | Modifica les dades a Wikidata |
|        | Ca n'Estrillat                        | masia                    | Sant Antoni de Vilamajor |                      |                       | 41° 39′ 06″ N, 2° 22′ 16″ E / 41.6515279269284°N,2.37103183235045°E     |                                                      |                                                | Modifica les dades a Wikidata |
|        | Cal Barraquer                         | masia                    | Sant Antoni de Vilamajor | 256                  |                       | 41° 39′ 41″ N, 2° 22′ 13″ E / 41.6612517704797°N,2.3703246489368°E      |                                                      |                                                | Modifica les dades a Wikidata |
|        | Cal Blau                              | masia                    | Sant Antoni de Vilamajor |                      |                       | 41° 40′ 32″ N, 2° 25′ 10″ E / 41.6756339686308°N,2.41952527286057°E     |                                                      |                                                | Modifica les dades a Wikidata |
|        | Cal Cabrit                            | masia                    | Sant Antoni de Vilamajor |                      |                       | 41° 39′ 16″ N, 2° 24′ 14″ E / 41.6544314977036°N,2.403754538265°E       |                                                      |                                                | Modifica les dades a Wikidata |
|        | Cal Fusteret                          | masia                    | Sant Antoni de Vilamajor |                      |                       | 41° 39′ 35″ N, 2° 22′ 10″ E / 41.659813711127°N,2.3695126759075°E       |                                                      |                                                | Modifica les dades a Wikidata |
|        | Cal Guillot                           | masia                    | Sant Antoni de Vilamajor |                      |                       | 41° 40′ 07″ N, 2° 22′ 47″ E / 41.6684814783739°N,2.37970803467022°E     |                                                      |                                                | Modifica les dades a Wikidata |
|        | Cal Marçal                            | masia                    | Sant Antoni de Vilamajor |                      |                       | 41° 40′ 07″ N, 2° 22′ 51″ E / 41.6685774390864°N,2.38080025201278°E     |                                                      |                                                | Modifica les dades a Wikidata |
|        | Cal Minaire                           | masia                    | Sant Antoni de Vilamajor |                      |                       | 41° 39′ 14″ N, 2° 22′ 29″ E / 41.6538450707269°N,2.37475633888596°E     |                                                      |                                                | Modifica les dades a Wikidata |
|        | Cal Músic                             | masia                    | Sant Antoni de Vilamajor |                      |                       | 41° 39′ 30″ N, 2° 23′ 12″ E / 41.6584213531567°N,2.38657857255682°E     |                                                      |                                                | Modifica les dades a Wikidata |
|        | Can Bassa                             | masia                    | Sant Antoni de Vilamajor |                      | enderrocat o destruït | 41° 40′ 57″ N, 2° 24′ 39″ E / 41.682557°N,2.410953°E                    |                                                      | Can Bassa (Sant Antoni de Vilamajor)           | Modifica les dades a Wikidata |
|        | Can Borrec                            | masia                    | Sant Antoni de Vilamajor |                      |                       | 41° 40′ 14″ N, 2° 24′ 53″ E / 41.6706199414915°N,2.41477717275129°E     |                                                      |                                                | Modifica les dades a Wikidata |
|        | Can Boscàs                            | masia                    | Sant Antoni de Vilamajor |                      |                       | 41° 39′ 21″ N, 2° 22′ 42″ E / 41.6558824331127°N,2.37839973050143°E     |                                                      |                                                | Modifica les dades a Wikidata |
|        | Can Bot                               | masia                    | Sant Antoni de Vilamajor |                      |                       | 41° 39′ 33″ N, 2° 22′ 35″ E / 41.6591597213021°N,2.37649453720752°E     |                                                      |                                                | Modifica les dades a Wikidata |
|        | Can Brunet                            | masia                    | Sant Antoni de Vilamajor |                      |                       | 41° 39′ 34″ N, 2° 25′ 24″ E / 41.6595303629445°N,2.42333321679527°E     |                                                      |                                                | Modifica les dades a Wikidata |
|        | Can Cames                             | masia                    | Sant Antoni de Vilamajor |                      |                       | 41° 39′ 56″ N, 2° 22′ 31″ E / 41.6655843486216°N,2.37530343217135°E     |                                                      |                                                | Modifica les dades a Wikidata |
|        | Can Cavaller                          | masia                    | Sant Antoni de Vilamajor |                      |                       | 41° 39′ 50″ N, 2° 24′ 59″ E / 41.6637648202549°N,2.41641277357659°E     |                                                      |                                                | Modifica les dades a Wikidata |
|        | Can Cerdà                             | masia                    | Sant Antoni de Vilamajor |                      |                       | 41° 39′ 18″ N, 2° 22′ 24″ E / 41.6550448367364°N,2.37343564624249°E     |                                                      |                                                | Modifica les dades a Wikidata |
|        | Can Collet                            | masia                    | Sant Antoni de Vilamajor |                      |                       | 41° 39′ 27″ N, 2° 24′ 47″ E / 41.6576049224695°N,2.4130694213241°E      |                                                      |                                                | Modifica les dades a Wikidata |
|        | Can Cortera                           | masia                    | Sant Antoni de Vilamajor |                      |                       | 41° 40′ 12″ N, 2° 24′ 37″ E / 41.669937751139°N,2.4102569098339°E       |                                                      |                                                | Modifica les dades a Wikidata |
|        | Can Costa                             | masia                    | Sant Antoni de Vilamajor |                      |                       | 41° 40′ 10″ N, 2° 24′ 21″ E / 41.6693132112094°N,2.40586360459268°E     |                                                      |                                                | Modifica les dades a Wikidata |
|        | Can Cros                              | masia                    | Sant Antoni de Vilamajor |                      |                       | 41° 39′ 46″ N, 2° 23′ 58″ E / 41.6626680788944°N,2.39934243769023°E     |                                                      |                                                | Modifica les dades a Wikidata |
|        | Can Cucurella                         | masia                    | Sant Antoni de Vilamajor | 214                  |                       | 41° 39′ 14″ N, 2° 23′ 28″ E / 41.65396°N,2.391225°E                     |                                                      | Can Cucurella (Sant Antoni de Vilamajor)       | Modifica les dades a Wikidata |
|        | Can Diviu                             | masia                    | Sant Antoni de Vilamajor |                      |                       | 41° 40′ 21″ N, 2° 25′ 09″ E / 41.6725335944055°N,2.41914467793823°E     |                                                      |                                                | Modifica les dades a Wikidata |
|        | Can Duros                             | masia                    | Sant Antoni de Vilamajor |                      |                       | 41° 39′ 27″ N, 2° 24′ 43″ E / 41.6574644812267°N,2.41202578696495°E     |                                                      |                                                | Modifica les dades a Wikidata |
|        | Can Feu Gros                          | masia                    | Sant Antoni de Vilamajor |                      |                       | 41° 39′ 30″ N, 2° 22′ 47″ E / 41.6584658038594°N,2.37975611155247°E     |                                                      |                                                | Modifica les dades a Wikidata |
|        | Can Feu Xic                           | masia                    | Sant Antoni de Vilamajor |                      |                       | 41° 39′ 32″ N, 2° 22′ 46″ E / 41.6589318170074°N,2.37931925416112°E     |                                                      |                                                | Modifica les dades a Wikidata |
|        | Can Garneu                            | masia                    | Sant Antoni de Vilamajor |                      |                       | 41° 39′ 41″ N, 2° 24′ 32″ E / 41.6612588651568°N,2.4089764705258°E      |                                                      | Can Garneu (Sant Antoni de Vilamajor)          | Modifica les dades a Wikidata |
|        | Can Gol de la Torre                   | masia                    | Sant Antoni de Vilamajor |                      |                       | 41° 40′ 01″ N, 2° 23′ 16″ E / 41.666944444444°N,2.3877777777778°E       | bé cultural d'interès local                          | Can Gol de la Torre                            | Modifica les dades a Wikidata |
|        | Can Gol de Vila-rasa                  | masia                    | Sant Antoni de Vilamajor | 223                  |                       | 41° 39′ 49″ N, 2° 24′ 41″ E / 41.66363926838°N,2.4115155367329°E        |                                                      | Can Gol de Vila-rasa                           | Modifica les dades a Wikidata |
|        | Can Jesús                             | masia                    | Sant Antoni de Vilamajor |                      |                       | 41° 40′ 14″ N, 2° 23′ 10″ E / 41.6704340812056°N,2.38605610422275°E     |                                                      |                                                | Modifica les dades a Wikidata |
|        | Can Julià Gros                        | masia                    | Sant Antoni de Vilamajor |                      |                       | 41° 39′ 48″ N, 2° 22′ 02″ E / 41.6634143616132°N,2.36720460023108°E     |                                                      |                                                | Modifica les dades a Wikidata |
|        | Can Martí                             | masia                    | Sant Antoni de Vilamajor |                      |                       | 41° 39′ 50″ N, 2° 22′ 30″ E / 41.6639976095929°N,2.3750304899964°E      |                                                      |                                                | Modifica les dades a Wikidata |
|        | Can Massó Vell                        | masia                    | Sant Antoni de Vilamajor | 218                  |                       | 41° 39′ 31″ N, 2° 24′ 37″ E / 41.6586°N,2.410246°E                      | bé cultural d'interès local                          | Can Massó Vell                                 | Modifica les dades a Wikidata |
|        | Can Met Cames                         | masia                    | Sant Antoni de Vilamajor | 254                  |                       | 41° 39′ 40″ N, 2° 22′ 30″ E / 41.6610615031355°N,2.37507089173343°E     |                                                      |                                                | Modifica les dades a Wikidata |
|        | Can Mirabó                            | masia                    | Sant Antoni de Vilamajor |                      |                       | 41° 39′ 57″ N, 2° 24′ 53″ E / 41.6657294764762°N,2.41485749747833°E     |                                                      |                                                | Modifica les dades a Wikidata |
|        | Can Moragues                          | masia                    | Sant Antoni de Vilamajor |                      |                       | 41° 39′ 55″ N, 2° 24′ 42″ E / 41.665282°N,2.41174°E                     | bé integrant del patrimoni cultural català           | Can Moragues (Sant Antoni de Vilamajor)        | Modifica les dades a Wikidata |
|        | Can Morató                            | masia                    | Sant Antoni de Vilamajor |                      |                       | 41° 38′ 29″ N, 2° 22′ 40″ E / 41.641491°N,2.377744°E                    | bé cultural d'interès local                          |                                                | Modifica les dades a Wikidata |
|        | Can Móra                              | masia                    | Sant Antoni de Vilamajor | 230                  |                       | 41° 39′ 51″ N, 2° 24′ 25″ E / 41.664229°N,2.40688°E                     |                                                      | Can Móra (Sant Antoni de Vilamajor)            | Modifica les dades a Wikidata |
|        | Can Pau Lari                          | masia                    | Sant Antoni de Vilamajor |                      |                       | 41° 39′ 52″ N, 2° 23′ 43″ E / 41.6644029073472°N,2.39523031108635°E     |                                                      |                                                | Modifica les dades a Wikidata |
|        | Can Pau Tram                          | masia                    | Sant Antoni de Vilamajor |                      |                       | 41° 39′ 43″ N, 2° 22′ 00″ E / 41.6619976719003°N,2.36673801930936°E     |                                                      |                                                | Modifica les dades a Wikidata |
|        | Can Pere Menut                        | masia                    | Sant Antoni de Vilamajor |                      |                       | 41° 39′ 41″ N, 2° 22′ 17″ E / 41.6614106033941°N,2.37136807390538°E     |                                                      |                                                | Modifica les dades a Wikidata |
|        | Can Pinós Nou                         | masia                    | Sant Antoni de Vilamajor |                      |                       | 41° 39′ 52″ N, 2° 22′ 42″ E / 41.6643571260587°N,2.37821012062818°E     |                                                      |                                                | Modifica les dades a Wikidata |
|        | Can Pinós Vell                        | masia                    | Sant Antoni de Vilamajor |                      |                       | 41° 39′ 51″ N, 2° 22′ 33″ E / 41.6641102581817°N,2.37587021821028°E     |                                                      |                                                | Modifica les dades a Wikidata |
|        | Can Pou de Vila-rasa                  | masia                    | Sant Antoni de Vilamajor |                      |                       | 41° 39′ 28″ N, 2° 24′ 41″ E / 41.6576413579235°N,2.41138762236141°E     |                                                      |                                                | Modifica les dades a Wikidata |
|        | Can Pungol                            | masia                    | Sant Antoni de Vilamajor |                      |                       | 41° 39′ 57″ N, 2° 23′ 09″ E / 41.665862°N,2.385801°E                    | bé cultural d'interès local                          | Can Pungol                                     | Modifica les dades a Wikidata |
|        | Can Rajoler                           | masia                    | Sant Antoni de Vilamajor |                      |                       | 41° 39′ 47″ N, 2° 24′ 37″ E / 41.6630310917758°N,2.4103055511263°E      |                                                      |                                                | Modifica les dades a Wikidata |
|        | Can Ribalta                           | masia                    | Sant Antoni de Vilamajor | 248                  |                       | 41° 39′ 55″ N, 2° 23′ 32″ E / 41.66534111111111°N,2.392281111111111°E   | bé cultural d'interès local                          | Can Ribalta (Sant Antoni de Vilamajor)         | Modifica les dades a Wikidata |
|        | Can Riera                             | masia                    | Sant Antoni de Vilamajor | 230                  |                       | 41° 39′ 38″ N, 2° 23′ 26″ E / 41.660542°N,2.39068°E                     | bé cultural d'interès local                          | Can Riera (Sant Antoni de Vilamajor)           | Modifica les dades a Wikidata |
|        | can Roig                              | masia                    | Sant Antoni de Vilamajor | 258                  |                       | 41° 39′ 50″ N, 2° 22′ 32″ E / 41.663843°N,2.375454°E                    | bé integrant del patrimoni cultural català           | Can Roig (Sant Antoni de Vilamajor)            | Modifica les dades a Wikidata |
|        | Can Rossinyol                         | masia                    | Sant Antoni de Vilamajor |                      |                       | 41° 39′ 40″ N, 2° 25′ 13″ E / 41.661153°N,2.420235°E                    |                                                      | Can Rossinyol (Sant Antoni de Vilamajor)       | Modifica les dades a Wikidata |
|        | Can Rovira Coll                       | masia                    | Sant Antoni de Vilamajor |                      |                       | 41° 39′ 20″ N, 2° 24′ 16″ E / 41.655433°N,2.404357°E                    | bé cultural d'interès local                          |                                                | Modifica les dades a Wikidata |
|        | Can Sala                              | masia                    | Sant Antoni de Vilamajor |                      |                       | 41° 39′ 13″ N, 2° 24′ 24″ E / 41.65370727139°N,2.4068020960103°E        |                                                      |                                                | Modifica les dades a Wikidata |
|        | Can Sauleda                           | masia                    | Sant Antoni de Vilamajor | 258                  |                       | 41° 40′ 26″ N, 2° 23′ 50″ E / 41.673977°N,2.397085°E                    | bé cultural d'interès local                          | Can Sauleda (Sant Antoni de Vilamajor)         | Modifica les dades a Wikidata |
|        | Can Serra                             | masia                    | Sant Antoni de Vilamajor |                      |                       | 41° 39′ 18″ N, 2° 22′ 28″ E / 41.6550509196243°N,2.37455251685924°E     |                                                      |                                                | Modifica les dades a Wikidata |
|        | Can Serrador                          | masia                    | Sant Antoni de Vilamajor |                      |                       | 41° 40′ 00″ N, 2° 24′ 24″ E / 41.6665617506186°N,2.40677780056456°E     |                                                      |                                                | Modifica les dades a Wikidata |
|        | Can Soler                             | masia                    | Sant Antoni de Vilamajor |                      |                       | 41° 39′ 39″ N, 2° 24′ 43″ E / 41.660833333333°N,2.4119444444444°E       | bé integrant del patrimoni cultural català           | Can Soler (Sant Antoni de Vilamajor)           | Modifica les dades a Wikidata |
|        | Can Suari                             | masia                    | Sant Antoni de Vilamajor |                      |                       | 41° 38′ 38″ N, 2° 22′ 52″ E / 41.643888888889°N,2.3811111111111°E       | bé cultural d'interès local                          | Can Suari (Sant Antoni de Vilamajor)           | Modifica les dades a Wikidata |
|        | Can Tomàs Toni                        | masia                    | Sant Antoni de Vilamajor |                      |                       | 41° 39′ 33″ N, 2° 22′ 39″ E / 41.659093266307°N,2.37752810249335°E      |                                                      |                                                | Modifica les dades a Wikidata |
|        | Can Tramontet                         | masia                    | Sant Antoni de Vilamajor |                      |                       | 41° 40′ 32″ N, 2° 24′ 57″ E / 41.6755431676346°N,2.41582583340727°E     |                                                      |                                                | Modifica les dades a Wikidata |
|        | Can Tramunt                           | masia                    | Sant Antoni de Vilamajor |                      |                       | 41° 39′ 42″ N, 2° 23′ 48″ E / 41.6615906293549°N,2.39655383719967°E     |                                                      |                                                | Modifica les dades a Wikidata |
|        | Can Tàpies (Sant Antoni de Vilamajor) | masia                    | Sant Antoni de Vilamajor |                      |                       | 41° 38′ 58″ N, 2° 24′ 46″ E / 41.649444444444°N,2.4127777777778°E       | bé integrant del patrimoni cultural català           | Can Tàpies (Sant Antoni de Vilamajor)          | Modifica les dades a Wikidata |
|        | Can Vallescà                          | masia                    | Sant Antoni de Vilamajor | 253                  |                       | 41° 40′ 23″ N, 2° 24′ 42″ E / 41.6729367951478°N,2.4116447346377°E      |                                                      | Can Vallescà                                   | Modifica les dades a Wikidata |
|        | Can Xacó                              | masia                    | Sant Antoni de Vilamajor |                      |                       | 41° 39′ 25″ N, 2° 22′ 38″ E / 41.6568841589989°N,2.37709298195175°E     |                                                      |                                                | Modifica les dades a Wikidata |
|        | la Nòria                              | masia                    | Sant Antoni de Vilamajor |                      |                       | 41° 40′ 36″ N, 2° 24′ 27″ E / 41.6765447699312°N,2.40738294754787°E     |                                                      |                                                | Modifica les dades a Wikidata |
|        | la Torreta                            | masia                    | Sant Antoni de Vilamajor |                      |                       | 41° 39′ 46″ N, 2° 24′ 16″ E / 41.6628207360328°N,2.40444588377008°E     |                                                      |                                                | Modifica les dades a Wikidata |
|        | Torre Tig                             | masia                    | Sant Antoni de Vilamajor |                      |                       | 41° 39′ 10″ N, 2° 22′ 13″ E / 41.6526400852502°N,2.37016833538549°E     |                                                      |                                                | Modifica les dades a Wikidata |
|        | Ca l'Aleix                            | masia                    | Sant Pere de Vilamajor   |                      |                       | 41° 41′ 07″ N, 2° 22′ 33″ E / 41.6852953203981°N,2.37592986250433°E     |                                                      |                                                | Modifica les dades a Wikidata |
|        | Ca l'Auladell                         | masia                    | Sant Pere de Vilamajor   |                      |                       | 41° 40′ 53″ N, 2° 22′ 05″ E / 41.681422837216°N,2.3681002991454°E       |                                                      |                                                | Modifica les dades a Wikidata |
|        | Ca la Laia                            | masia                    | Sant Pere de Vilamajor   |                      |                       | 41° 40′ 54″ N, 2° 23′ 23″ E / 41.6816405738201°N,2.38974631455978°E     |                                                      |                                                | Modifica les dades a Wikidata |
|        | Ca la Seca                            | masia                    | Sant Pere de Vilamajor   |                      |                       | 41° 41′ 46″ N, 2° 22′ 18″ E / 41.6960891518478°N,2.37158330473431°E     |                                                      |                                                | Modifica les dades a Wikidata |
|        | Cal Ferrer de Dalt                    | masia                    | Sant Pere de Vilamajor   | 305                  |                       | 41° 41′ 03″ N, 2° 23′ 16″ E / 41.684064°N,2.387783°E                    | bé cultural d'interès local                          | Cal Ferrer de Dalt (Sant Pere de Vilamajor)    | Modifica les dades a Wikidata |
|        | Cal Fiveller                          | masia                    | Sant Pere de Vilamajor   |                      |                       | 41° 45′ 13″ N, 2° 23′ 23″ E / 41.7536242582932°N,2.38961824743881°E     |                                                      |                                                | Modifica les dades a Wikidata |
|        | Cal Gorro                             | masia                    | Sant Pere de Vilamajor   | 305                  |                       | 41° 41′ 04″ N, 2° 23′ 17″ E / 41.684425°N,2.38797°E                     | bé cultural d'interès local                          | Cal Gorro                                      | Modifica les dades a Wikidata |
|        | Cal Marquesó                          | masia                    | Sant Pere de Vilamajor   |                      |                       | 41° 41′ 47″ N, 2° 24′ 15″ E / 41.6964344907502°N,2.40429211100422°E     |                                                      |                                                | Modifica les dades a Wikidata |
|        | cal Menut                             | masia                    | Sant Pere de Vilamajor   | 305                  |                       | 41° 41′ 02″ N, 2° 23′ 17″ E / 41.683913°N,2.387917°E                    | bé cultural d'interès local                          | Cal Menut (Sant Pere de Vilamajor)             | Modifica les dades a Wikidata |
|        | Cal Nen                               | masia                    | Sant Pere de Vilamajor   |                      |                       | 41° 42′ 04″ N, 2° 23′ 56″ E / 41.701153085527°N,2.39888827706422°E      |                                                      |                                                | Modifica les dades a Wikidata |
|        | Cal Rectoret                          | masia                    | Sant Pere de Vilamajor   |                      |                       | 41° 40′ 25″ N, 2° 22′ 03″ E / 41.6737285501941°N,2.36739190971989°E     |                                                      |                                                | Modifica les dades a Wikidata |
|        | Cal Tard                              | masia                    | Sant Pere de Vilamajor   |                      |                       | 41° 44′ 54″ N, 2° 23′ 52″ E / 41.7482268239422°N,2.39772770395143°E     |                                                      |                                                | Modifica les dades a Wikidata |
|        | Cal Vacota                            | masia                    | Sant Pere de Vilamajor   |                      |                       | 41° 42′ 03″ N, 2° 24′ 00″ E / 41.7007176635413°N,2.40002207085434°E     |                                                      |                                                | Modifica les dades a Wikidata |
|        | Can Bacs                              | masia                    | Sant Pere de Vilamajor   | 288                  |                       | 41° 40′ 50″ N, 2° 22′ 48″ E / 41.680457°N,2.379977°E                    |                                                      | Can Bacs (Sant Pere de Vilamajor)              | Modifica les dades a Wikidata |
|        | Can Bertran                           | masia                    | Sant Pere de Vilamajor   |                      |                       | 41° 44′ 34″ N, 2° 23′ 58″ E / 41.7427420053268°N,2.3995348059451°E      |                                                      |                                                | Modifica les dades a Wikidata |
|        | Can Besa de Santa Susanna             | masia                    | Sant Pere de Vilamajor   |                      |                       | 41° 45′ 33″ N, 2° 22′ 55″ E / 41.7590417728661°N,2.3820004391656°E      | bé cultural d'interès local                          |                                                | Modifica les dades a Wikidata |
|        | Can Bessa                             | masia                    | Sant Pere de Vilamajor   | 306                  |                       | 41° 41′ 07″ N, 2° 23′ 17″ E / 41.685156°N,2.388046°E                    |                                                      | Can Bessa                                      | Modifica les dades a Wikidata |
|        | can Brau                              | masia                    | Sant Pere de Vilamajor   | 257                  |                       | 41° 40′ 39″ N, 2° 23′ 44″ E / 41.677506°N,2.39556°E                     | bé cultural d'interès local                          | Can Brau (Sant Pere de Vilamajor)              | Modifica les dades a Wikidata |
|        | Can Bruguera                          | masia                    | Sant Pere de Vilamajor   |                      |                       | 41° 41′ 19″ N, 2° 22′ 42″ E / 41.688632634976°N,2.37845706878189°E      |                                                      |                                                | Modifica les dades a Wikidata |
|        | Can Cabreta                           | masia                    | Sant Pere de Vilamajor   |                      |                       | 41° 44′ 25″ N, 2° 23′ 36″ E / 41.7404030928317°N,2.39323097609829°E     |                                                      |                                                | Modifica les dades a Wikidata |
|        | Can Campillo                          | masia                    | Sant Pere de Vilamajor   |                      |                       | 41° 41′ 31″ N, 2° 25′ 07″ E / 41.6919679341045°N,2.41854928116999°E     |                                                      |                                                | Modifica les dades a Wikidata |
|        | Can Canal                             | masia                    | Sant Pere de Vilamajor   | 302                  |                       | 41° 41′ 14″ N, 2° 23′ 19″ E / 41.687197°N,2.388712°E                    |                                                      | Can Canal (Sant Pere de Vilamajor)             | Modifica les dades a Wikidata |
|        | Can Castellar                         | masia                    | Sant Pere de Vilamajor   | 367                  |                       | 41° 40′ 23″ N, 2° 23′ 03″ E / 41.672963806207°N,2.3841339600715°E       |                                                      | Can Castellar (Sant Pere de Vilamajor)         | Modifica les dades a Wikidata |
|        | Can Clavell                           | masia                    | Sant Pere de Vilamajor   | 290                  |                       | 41° 40′ 44″ N, 2° 23′ 27″ E / 41.678995°N,2.390876111111111°E           | bé cultural d'interès local                          | Can Clavell (Sant Pere de Vilamajor)           | Modifica les dades a Wikidata |
|        | Can Cortina                           | masia                    | Sant Pere de Vilamajor   |                      |                       | 41° 42′ 29″ N, 2° 22′ 59″ E / 41.7080135594179°N,2.38304230584889°E     |                                                      |                                                | Modifica les dades a Wikidata |
|        | Can Derrocada                         | masia casa pairal        | Sant Pere de Vilamajor   |                      |                       | 41° 40′ 54″ N, 2° 23′ 49″ E / 41.681558°N,2.396833°E                    | bé cultural d'interès local                          | Can Derrocada                                  | Modifica les dades a Wikidata |
|        | Can Feló                              | masia                    | Sant Pere de Vilamajor   |                      |                       | 41° 41′ 09″ N, 2° 24′ 17″ E / 41.6858630301792°N,2.40484623556219°E     |                                                      |                                                | Modifica les dades a Wikidata |
|        | Can Foior                             | masia                    | Sant Pere de Vilamajor   |                      |                       | 41° 41′ 10″ N, 2° 22′ 55″ E / 41.6861928099879°N,2.38200117768433°E     |                                                      |                                                | Modifica les dades a Wikidata |
|        | Can Fou                               | masia                    | Sant Pere de Vilamajor   |                      |                       | 41° 41′ 13″ N, 2° 23′ 12″ E / 41.6868399478066°N,2.38678933229101°E     |                                                      |                                                | Modifica les dades a Wikidata |
|        | Can Gol del Bosc                      | masia                    | Sant Pere de Vilamajor   |                      |                       | 41° 41′ 20″ N, 2° 24′ 06″ E / 41.688808143433°N,2.4016732777241°E       |                                                      |                                                | Modifica les dades a Wikidata |
|        | Can Gol Nou                           | masia                    | Sant Pere de Vilamajor   |                      |                       | 41° 41′ 07″ N, 2° 24′ 10″ E / 41.6853930941414°N,2.4028079067816°E      |                                                      |                                                | Modifica les dades a Wikidata |
|        | Can Gomà                              | masia                    | Sant Pere de Vilamajor   |                      |                       | 41° 41′ 02″ N, 2° 23′ 11″ E / 41.6840002250493°N,2.38632366540335°E     |                                                      |                                                | Modifica les dades a Wikidata |
|        | Can Gras d'Amunt                      | masia                    | Sant Pere de Vilamajor   | 365                  |                       | 41° 42′ 05″ N, 2° 23′ 05″ E / 41.7014836520845°N,2.38476329989984°E     |                                                      | Can Gras d'Amunt                               | Modifica les dades a Wikidata |
|        | Can Gras d'Avall                      | masia                    | Sant Pere de Vilamajor   |                      |                       | 41° 41′ 55″ N, 2° 23′ 04″ E / 41.698735°N,2.384449°E                    | bé cultural d'interès local                          |                                                | Modifica les dades a Wikidata |
|        | Can Grau                              | masia                    | Sant Pere de Vilamajor   | 308                  |                       | 41° 41′ 04″ N, 2° 23′ 16″ E / 41.684493°N,2.387728°E                    | bé cultural d'interès local                          | Can Grau (Sant Pere de Vilamajor)              | Modifica les dades a Wikidata |
|        | Can Grill                             | masia                    | Sant Pere de Vilamajor   |                      |                       | 41° 40′ 32″ N, 2° 22′ 05″ E / 41.6756232470976°N,2.36797404729766°E     |                                                      |                                                | Modifica les dades a Wikidata |
|        | Can Jaume Roca                        | masia                    | Sant Pere de Vilamajor   |                      |                       | 41° 44′ 54″ N, 2° 23′ 42″ E / 41.7483019133259°N,2.39487651604338°E     |                                                      |                                                | Modifica les dades a Wikidata |
|        | Can Jeroni                            | masia                    | Sant Pere de Vilamajor   |                      |                       | 41° 41′ 25″ N, 2° 22′ 43″ E / 41.6903536151893°N,2.37857268487989°E     |                                                      |                                                | Modifica les dades a Wikidata |
|        | Can Lip                               | masia                    | Sant Pere de Vilamajor   |                      |                       | 41° 40′ 57″ N, 2° 22′ 16″ E / 41.6825031692396°N,2.37098259159645°E     |                                                      |                                                | Modifica les dades a Wikidata |
|        | Can Liret                             | masia                    | Sant Pere de Vilamajor   |                      |                       | 41° 41′ 29″ N, 2° 22′ 41″ E / 41.6914050501658°N,2.37812996200206°E     |                                                      |                                                | Modifica les dades a Wikidata |
|        | Can Liró                              | masia                    | Sant Pere de Vilamajor   |                      |                       | 41° 41′ 20″ N, 2° 23′ 07″ E / 41.6890030384463°N,2.38536288219486°E     |                                                      |                                                | Modifica les dades a Wikidata |
|        | Can Llinars                           | masia                    | Sant Pere de Vilamajor   |                      |                       | 41° 41′ 33″ N, 2° 23′ 12″ E / 41.692371°N,2.386751°E                    | bé cultural d'interès local                          | Can Llinars                                    | Modifica les dades a Wikidata |
|        | Can Llobera                           | masia                    | Sant Pere de Vilamajor   | 300                  |                       | 41° 41′ 18″ N, 2° 23′ 34″ E / 41.688206111111114°N,2.3928580555555556°E | bé cultural d'interès local                          | Can Llobera (Sant Pere de Vilamajor)           | Modifica les dades a Wikidata |
|        | Can Llop                              | masia                    | Sant Pere de Vilamajor   |                      |                       | 41° 40′ 39″ N, 2° 23′ 43″ E / 41.6776261712331°N,2.39538285601876°E     |                                                      |                                                | Modifica les dades a Wikidata |
|        | Can López                             | masia                    | Sant Pere de Vilamajor   |                      |                       | 41° 41′ 01″ N, 2° 23′ 11″ E / 41.6837477181304°N,2.38626598807498°E     |                                                      |                                                | Modifica les dades a Wikidata |
|        | Can Masgoret                          | masia                    | Sant Pere de Vilamajor   |                      |                       | 41° 41′ 14″ N, 2° 23′ 33″ E / 41.6871591064022°N,2.39261404693377°E     |                                                      |                                                | Modifica les dades a Wikidata |
|        | Can Messeguer                         | masia                    | Sant Pere de Vilamajor   |                      |                       | 41° 40′ 48″ N, 2° 23′ 36″ E / 41.6799488333655°N,2.3934507890843°E      |                                                      |                                                | Modifica les dades a Wikidata |
|        | Can Mets Bacs                         | masia                    | Sant Pere de Vilamajor   |                      |                       | 41° 40′ 53″ N, 2° 22′ 50″ E / 41.6813393470475°N,2.38058180279627°E     |                                                      |                                                | Modifica les dades a Wikidata |
|        | Can Mongol                            | masia                    | Sant Pere de Vilamajor   |                      |                       | 41° 42′ 39″ N, 2° 23′ 01″ E / 41.7108267153796°N,2.38359238521072°E     |                                                      |                                                | Modifica les dades a Wikidata |
|        | Can Nadal                             | masia                    | Sant Pere de Vilamajor   |                      |                       | 41° 43′ 04″ N, 2° 23′ 27″ E / 41.7178°N,2.39089°E                       | bé cultural d'interès local                          | Can Nadal                                      | Modifica les dades a Wikidata |
|        | Can Nadal de Baix                     | masia                    | Sant Pere de Vilamajor   |                      |                       | 41° 42′ 11″ N, 2° 24′ 28″ E / 41.7031811573367°N,2.40784754846059°E     |                                                      |                                                | Modifica les dades a Wikidata |
|        | Can Panxa                             | masia                    | Sant Pere de Vilamajor   |                      |                       | 41° 41′ 51″ N, 2° 22′ 58″ E / 41.6973831755843°N,2.38266320122273°E     |                                                      |                                                | Modifica les dades a Wikidata |
|        | Can Parera de Canyes                  | masia                    | Sant Pere de Vilamajor   |                      |                       | 41° 42′ 37″ N, 2° 23′ 02″ E / 41.7101803025983°N,2.38398320875077°E     | bé cultural d'interès local                          | Can Parera de Canyes                           | Modifica les dades a Wikidata |
|        | Can Pau Brugueres                     | masia                    | Sant Pere de Vilamajor   | 366                  |                       | 41° 41′ 36″ N, 2° 22′ 37″ E / 41.6934068872913°N,2.37688493304231°E     |                                                      | Can Pau Brugueres                              | Modifica les dades a Wikidata |
|        | Can Pau Filbà                         | masia                    | Sant Pere de Vilamajor   |                      |                       | 41° 41′ 59″ N, 2° 23′ 00″ E / 41.699612°N,2.383392°E                    | bé cultural d'interès local                          |                                                | Modifica les dades a Wikidata |
|        | Can Pau Nadal                         | masia                    | Sant Pere de Vilamajor   |                      |                       | 41° 41′ 23″ N, 2° 23′ 25″ E / 41.6896872116101°N,2.39036722504755°E     |                                                      |                                                | Modifica les dades a Wikidata |
|        | Can Païrana                           | masia                    | Sant Pere de Vilamajor   |                      |                       | 41° 42′ 37″ N, 2° 23′ 20″ E / 41.7102959772865°N,2.38877819492908°E     |                                                      |                                                | Modifica les dades a Wikidata |
|        | Can Pep                               | masia                    | Sant Pere de Vilamajor   |                      |                       | 41° 41′ 26″ N, 2° 23′ 23″ E / 41.6906027644903°N,2.38976976679409°E     |                                                      |                                                | Modifica les dades a Wikidata |
|        | Can Perera de Brugueres               | masia                    | Sant Pere de Vilamajor   | 325                  |                       | 41° 41′ 13″ N, 2° 22′ 39″ E / 41.6868793657044°N,2.37736848003752°E     |                                                      | Can Perera de Brugueres                        | Modifica les dades a Wikidata |
|        | Can Peualt                            | masia                    | Sant Pere de Vilamajor   |                      |                       | 41° 41′ 44″ N, 2° 25′ 00″ E / 41.6955876394043°N,2.41654580283682°E     |                                                      |                                                | Modifica les dades a Wikidata |
|        | Can Plana                             | masia                    | Sant Pere de Vilamajor   |                      |                       | 41° 44′ 14″ N, 2° 23′ 53″ E / 41.7371413062096°N,2.39813191985181°E     |                                                      |                                                | Modifica les dades a Wikidata |
|        | Can Planell                           | masia                    | Sant Pere de Vilamajor   | 581                  |                       | 41° 42′ 55″ N, 2° 23′ 09″ E / 41.715262°N,2.385945°E                    | bé cultural d'interès local                          | Can Planell (Sant Pere de Vilamajor)           | Modifica les dades a Wikidata |
|        | Can Prat                              | masia                    | Sant Pere de Vilamajor   |                      |                       | 41° 41′ 36″ N, 2° 21′ 56″ E / 41.6932814443274°N,2.36548191168697°E     |                                                      |                                                | Modifica les dades a Wikidata |
|        | Can Prat dels Boscassos               | masia                    | Sant Pere de Vilamajor   |                      |                       | 41° 40′ 40″ N, 2° 24′ 43″ E / 41.67766°N,2.4119°E                       |                                                      |                                                | Modifica les dades a Wikidata |
|        | Can Pruna                             | masia                    | Sant Pere de Vilamajor   |                      |                       | 41° 40′ 49″ N, 2° 21′ 59″ E / 41.680316767627°N,2.36648636033566°E      |                                                      |                                                | Modifica les dades a Wikidata |
|        | Can Puig                              | masia                    | Sant Pere de Vilamajor   |                      |                       | 41° 40′ 29″ N, 2° 22′ 06″ E / 41.6745899280391°N,2.36842866056446°E     |                                                      |                                                | Modifica les dades a Wikidata |
|        | Can Pujades                           | masia                    | Sant Pere de Vilamajor   |                      |                       | 41° 41′ 53″ N, 2° 23′ 11″ E / 41.6981681769855°N,2.38628513518819°E     |                                                      |                                                | Modifica les dades a Wikidata |
|        | Can Quico Ribalta                     | masia                    | Sant Pere de Vilamajor   |                      |                       | 41° 41′ 19″ N, 2° 24′ 55″ E / 41.6885111641592°N,2.41538409217314°E     |                                                      |                                                | Modifica les dades a Wikidata |
|        | Can Ram                               | masia                    | Sant Pere de Vilamajor   |                      |                       | 41° 40′ 46″ N, 2° 25′ 21″ E / 41.67942°N,2.42239°E                      |                                                      |                                                | Modifica les dades a Wikidata |
|        | Can Ramonet                           | masia                    | Sant Pere de Vilamajor   |                      |                       | 41° 44′ 31″ N, 2° 23′ 36″ E / 41.7419071898507°N,2.39321681615975°E     |                                                      |                                                | Modifica les dades a Wikidata |
|        | can Riba                              | masia                    | Sant Pere de Vilamajor   | 328                  |                       | 41° 41′ 39″ N, 2° 23′ 10″ E / 41.694173°N,2.386061°E                    | bé cultural d'interès local                          | Can Riba (Sant Pere de Vilamajor)              | Modifica les dades a Wikidata |
|        | Can Riberetes Nou                     | masia                    | Sant Pere de Vilamajor   |                      |                       | 41° 40′ 35″ N, 2° 22′ 09″ E / 41.6764132261279°N,2.36913167306131°E     |                                                      |                                                | Modifica les dades a Wikidata |
|        | Can Ribetes                           | masia                    | Sant Pere de Vilamajor   |                      |                       | 41° 40′ 44″ N, 2° 22′ 04″ E / 41.6790268267382°N,2.36777254351389°E     |                                                      |                                                | Modifica les dades a Wikidata |
|        | Can Roca                              | masia                    | Sant Pere de Vilamajor   |                      |                       | 41° 44′ 47″ N, 2° 23′ 53″ E / 41.7463100637482°N,2.39805832034348°E     |                                                      |                                                | Modifica les dades a Wikidata |
|        | Can Roqueta                           | masia                    | Sant Pere de Vilamajor   |                      |                       | 41° 40′ 37″ N, 2° 23′ 08″ E / 41.6770160258151°N,2.3856331313767°E      |                                                      |                                                | Modifica les dades a Wikidata |
|        | Can Rosa                              | masia                    | Sant Pere de Vilamajor   |                      |                       | 41° 41′ 24″ N, 2° 25′ 03″ E / 41.6899904800132°N,2.4175817352265°E      |                                                      |                                                | Modifica les dades a Wikidata |
|        | Can Safont                            | masia                    | Sant Pere de Vilamajor   | 283                  |                       | 41° 40′ 37″ N, 2° 22′ 58″ E / 41.6770643978668°N,2.38289345874212°E     |                                                      | Can Safont (Sant Pere de Vilamajor)            | Modifica les dades a Wikidata |
|        | Can Saltimbanqui                      | masia                    | Sant Pere de Vilamajor   |                      |                       | 41° 41′ 46″ N, 2° 23′ 12″ E / 41.6960452431059°N,2.38679804041912°E     |                                                      |                                                | Modifica les dades a Wikidata |
|        | Can Santacana                         | masia                    | Sant Pere de Vilamajor   |                      |                       | 41° 42′ 01″ N, 2° 24′ 07″ E / 41.7001421918124°N,2.40193834401905°E     |                                                      |                                                | Modifica les dades a Wikidata |
|        | Can Sol                               | masia                    | Sant Pere de Vilamajor   |                      |                       | 41° 40′ 50″ N, 2° 21′ 58″ E / 41.6806666347551°N,2.36623061892137°E     |                                                      |                                                | Modifica les dades a Wikidata |
|        | Can Solell                            | masia                    | Sant Pere de Vilamajor   |                      |                       | 41° 43′ 59″ N, 2° 23′ 24″ E / 41.733044588668°N,2.38987324731335°E      |                                                      |                                                | Modifica les dades a Wikidata |
|        | Can Son                               | masia                    | Sant Pere de Vilamajor   | 279                  |                       | 41° 40′ 42″ N, 2° 23′ 24″ E / 41.6783810560366°N,2.38994530982455°E     |                                                      | Can Son                                        | Modifica les dades a Wikidata |
|        | Can Sunyer                            | masia                    | Sant Pere de Vilamajor   |                      |                       | 41° 41′ 18″ N, 2° 23′ 18″ E / 41.688469531551°N,2.38834798122851°E      |                                                      |                                                | Modifica les dades a Wikidata |
|        | Can Surell                            | masia                    | Sant Pere de Vilamajor   |                      |                       | 41° 43′ 04″ N, 2° 23′ 11″ E / 41.717732°N,2.386463°E                    | bé cultural d'interès local                          | Can Surell (Sant Pere de Vilamajor)            | Modifica les dades a Wikidata |
|        | Can Terrer                            | masia                    | Sant Pere de Vilamajor   |                      |                       | 41° 44′ 02″ N, 2° 23′ 17″ E / 41.733771174118°N,2.3880291705594°E       |                                                      |                                                | Modifica les dades a Wikidata |
|        | Can Torre                             | masia                    | Sant Pere de Vilamajor   |                      |                       | 41° 40′ 32″ N, 2° 22′ 09″ E / 41.6755493808001°N,2.36928427463244°E     |                                                      |                                                | Modifica les dades a Wikidata |
|        | Can Tramontet de Dalt                 | masia                    | Sant Pere de Vilamajor   |                      |                       | 41° 40′ 45″ N, 2° 24′ 58″ E / 41.6790658888583°N,2.41601023645319°E     |                                                      |                                                | Modifica les dades a Wikidata |
|        | Can Venalla                           | masia                    | Sant Pere de Vilamajor   |                      |                       | 41° 45′ 01″ N, 2° 23′ 12″ E / 41.7503756668593°N,2.38678641813077°E     |                                                      |                                                | Modifica les dades a Wikidata |
|        | Can Vidal del Puig                    | masia                    | Sant Pere de Vilamajor   |                      |                       | 41° 41′ 52″ N, 2° 23′ 12″ E / 41.6978914735277°N,2.38675646662815°E     |                                                      |                                                | Modifica les dades a Wikidata |
|        | Can Xandela                           | masia                    | Sant Pere de Vilamajor   |                      |                       | 41° 40′ 48″ N, 2° 22′ 11″ E / 41.6798750009965°N,2.36968657909274°E     |                                                      |                                                | Modifica les dades a Wikidata |
|        | el Cortès                             | masia                    | Sant Pere de Vilamajor   |                      |                       | 41° 43′ 51″ N, 2° 22′ 10″ E / 41.73096389°N,2.36954167°E                | bé cultural d'interès local                          | El Cortès (Sant Pere de Vilamajor)             | Modifica les dades a Wikidata |
|        | el Forn d'en Ribes                    | masia                    | Sant Pere de Vilamajor   |                      |                       | 41° 41′ 52″ N, 2° 24′ 15″ E / 41.6978025679761°N,2.40409921669946°E     |                                                      |                                                | Modifica les dades a Wikidata |
|        | el Ginestar                           | masia                    | Sant Pere de Vilamajor   |                      |                       | 41° 44′ 23″ N, 2° 23′ 22″ E / 41.7397884021083°N,2.38941256547767°E     |                                                      |                                                | Modifica les dades a Wikidata |
|        | el Padró                              | masia                    | Sant Pere de Vilamajor   |                      |                       | 41° 40′ 57″ N, 2° 23′ 14″ E / 41.6825009866726°N,2.38725105861999°E     |                                                      |                                                | Modifica les dades a Wikidata |
|        | el Polell                             | masia                    | Sant Pere de Vilamajor   |                      |                       | 41° 44′ 22″ N, 2° 23′ 31″ E / 41.7394769207626°N,2.39182065988°E        |                                                      |                                                | Modifica les dades a Wikidata |
|        | el Samont                             | masia                    | Sant Pere de Vilamajor   | 725                  |                       | 41° 45′ 12″ N, 2° 22′ 53″ E / 41.75323056°N,2.38151389°E                | bé cultural d'interès local                          | El Samont (Sant Pere de Vilamajor)             | Modifica les dades a Wikidata |
|        | el Saüc                               | masia                    | Sant Pere de Vilamajor   |                      |                       | 41° 44′ 41″ N, 2° 23′ 26″ E / 41.7446222399072°N,2.39055741048024°E     |                                                      |                                                | Modifica les dades a Wikidata |
|        | el Vilar                              | masia                    | Sant Pere de Vilamajor   |                      |                       | 41° 41′ 40″ N, 2° 24′ 16″ E / 41.6945520989982°N,2.40430948078719°E     |                                                      |                                                | Modifica les dades a Wikidata |
|        | el Vilaró                             | masia                    | Sant Pere de Vilamajor   | 770                  |                       | 41° 44′ 54″ N, 2° 22′ 55″ E / 41.7484405044749°N,2.38199387852633°E     |                                                      |                                                | Modifica les dades a Wikidata |
|        | la Cogulla                            | masia                    | Sant Pere de Vilamajor   |                      |                       | 41° 45′ 08″ N, 2° 23′ 18″ E / 41.7522843818114°N,2.3883319057022°E      |                                                      |                                                | Modifica les dades a Wikidata |
|        | la Plana                              | masia                    | Sant Pere de Vilamajor   |                      |                       | 41° 40′ 36″ N, 2° 22′ 44″ E / 41.6765930999718°N,2.37900542438801°E     |                                                      |                                                | Modifica les dades a Wikidata |
|        | la Roureda                            | masia                    | Sant Pere de Vilamajor   | 303                  |                       | 41° 40′ 41″ N, 2° 22′ 20″ E / 41.678033333333°N,2.3723388888889°E       | bé cultural d'interès local                          |                                                | Modifica les dades a Wikidata |
|        | Mas Forts                             | masia                    | Sant Pere de Vilamajor   |                      |                       | 41° 43′ 02″ N, 2° 24′ 08″ E / 41.7171035612994°N,2.40214176519064°E     |                                                      |                                                | Modifica les dades a Wikidata |
|        | Mas Rovira                            | masia                    | Sant Pere de Vilamajor   |                      |                       | 41° 44′ 24″ N, 2° 23′ 18″ E / 41.7401068181144°N,2.38831519804506°E     |                                                      |                                                | Modifica les dades a Wikidata |
|        | Masjoan                               | masia                    | Sant Pere de Vilamajor   | 769                  |                       | 41° 44′ 30″ N, 2° 23′ 30″ E / 41.74166111°N,2.39165°E                   |                                                      | Masjoan (Sant Pere de Vilamajor)               | Modifica les dades a Wikidata |
|        | molí de Baix                          | molí d'aigua masia       | Sant Pere de Vilamajor   | 285                  |                       | 41° 40′ 56″ N, 2° 23′ 23″ E / 41.682173°N,2.389815°E                    | bé cultural d'interès local                          | Molí de Baix (Sant Pere de Vilamajor)          | Modifica les dades a Wikidata |
|        | Planes del Cortès                     | masia                    | Sant Pere de Vilamajor   | 1010                 |                       | 41° 44′ 14″ N, 2° 22′ 15″ E / 41.73715°N,2.3709°E                       | bé integrant del patrimoni cultural català           | Les Planes del Cortés (Sant Pere de Vilamajor) | Modifica les dades a Wikidata |
|        | Torre Cervelló                        | masia                    | Sant Pere de Vilamajor   |                      |                       | 41° 41′ 09″ N, 2° 23′ 13″ E / 41.6857865550309°N,2.38687142920352°E     |                                                      |                                                | Modifica les dades a Wikidata |
|        | Torre del Bruc                        | masia                    | Sant Pere de Vilamajor   |                      |                       | 41° 40′ 57″ N, 2° 22′ 35″ E / 41.6825872592606°N,2.37649671035721°E     |                                                      |                                                | Modifica les dades a Wikidata |
|        | Torre Guillera                        | masia                    | Sant Pere de Vilamajor   |                      |                       | 41° 42′ 08″ N, 2° 24′ 28″ E / 41.7020914760923°N,2.40788158357224°E     |                                                      |                                                | Modifica les dades a Wikidata |
|        | Torre Verdeguer                       | masia                    | Sant Pere de Vilamajor   |                      |                       | 41° 41′ 05″ N, 2° 23′ 07″ E / 41.6846799149072°N,2.38541604371853°E     |                                                      |                                                | Modifica les dades a Wikidata |
|        | Vallmanya                             | masia                    | Sant Pere de Vilamajor   | 646                  |                       | 41° 43′ 54″ N, 2° 24′ 01″ E / 41.73167222°N,2.40035833°E                |                                                      | Vallmanya (Sant Pere de Vilamajor)             | Modifica les dades a Wikidata |
|        | Vil·la Maria                          | masia                    | Sant Pere de Vilamajor   |                      |                       | 41° 41′ 00″ N, 2° 23′ 12″ E / 41.6834705004168°N,2.38664109620469°E     |                                                      |                                                | Modifica les dades a Wikidata |
|        | Ca l'Illa                             | masia                    | Vilalba Sasserra         |                      |                       | 41° 38′ 13″ N, 2° 27′ 34″ E / 41.6369363623742°N,2.45957863013426°E     |                                                      |                                                | Modifica les dades a Wikidata |
|        | Ca n'Esteve                           | masia                    | Vilalba Sasserra         |                      |                       | 41° 39′ 03″ N, 2° 26′ 46″ E / 41.6508696861313°N,2.44616796385095°E     |                                                      |                                                | Modifica les dades a Wikidata |
|        | Can Beltran                           | masia                    | Vilalba Sasserra         |                      |                       | 41° 39′ 03″ N, 2° 26′ 20″ E / 41.6507624544038°N,2.43891531567294°E     |                                                      |                                                | Modifica les dades a Wikidata |
|        | Can Bori                              | masia                    | Vilalba Sasserra         |                      |                       | 41° 38′ 40″ N, 2° 27′ 19″ E / 41.6444908144297°N,2.45521662500518°E     |                                                      |                                                | Modifica les dades a Wikidata |
|        | Can Busquets                          | masia                    | Vilalba Sasserra         |                      |                       | 41° 39′ 10″ N, 2° 26′ 39″ E / 41.6527702002304°N,2.44430220746689°E     |                                                      |                                                | Modifica les dades a Wikidata |
|        | Can Ferrer                            | masia                    | Vilalba Sasserra         |                      |                       | 41° 39′ 15″ N, 2° 26′ 44″ E / 41.6540919180734°N,2.44568398798799°E     |                                                      |                                                | Modifica les dades a Wikidata |
|        | Can Gol                               | masia                    | Vilalba Sasserra         | 235                  |                       | 41° 39′ 00″ N, 2° 26′ 37″ E / 41.65005°N,2.44354°E                      | bé integrant del patrimoni cultural català           |                                                | Modifica les dades a Wikidata |
|        | Can Gol de la Font                    | masia                    | Vilalba Sasserra         | 250                  |                       | 41° 39′ 01″ N, 2° 26′ 50″ E / 41.6503073448842°N,2.44722958417217°E     |                                                      |                                                | Modifica les dades a Wikidata |
|        | Can Lleuger                           | masia                    | Vilalba Sasserra         |                      |                       | 41° 39′ 00″ N, 2° 26′ 27″ E / 41.6500152472765°N,2.44084325180932°E     |                                                      |                                                | Modifica les dades a Wikidata |
|        | Can Pau Guinard                       | masia                    | Vilalba Sasserra         |                      |                       | 41° 39′ 02″ N, 2° 26′ 10″ E / 41.6504789709367°N,2.43620370489119°E     |                                                      |                                                | Modifica les dades a Wikidata |
|        | Can Rafel                             | masia                    | Vilalba Sasserra         |                      |                       | 41° 38′ 30″ N, 2° 27′ 01″ E / 41.6417115206904°N,2.45036497457276°E     |                                                      |                                                | Modifica les dades a Wikidata |
|        | Can Solà Nou                          | masia                    | Vilalba Sasserra         |                      |                       | 41° 39′ 13″ N, 2° 26′ 10″ E / 41.6536490623105°N,2.43611601248976°E     |                                                      |                                                | Modifica les dades a Wikidata |
|        | el Trull                              | masia                    | Vilalba Sasserra         |                      |                       | 41° 38′ 16″ N, 2° 29′ 03″ E / 41.6376706997508°N,2.48413839253254°E     |                                                      |                                                | Modifica les dades a Wikidata |